# Rio Grande Valley

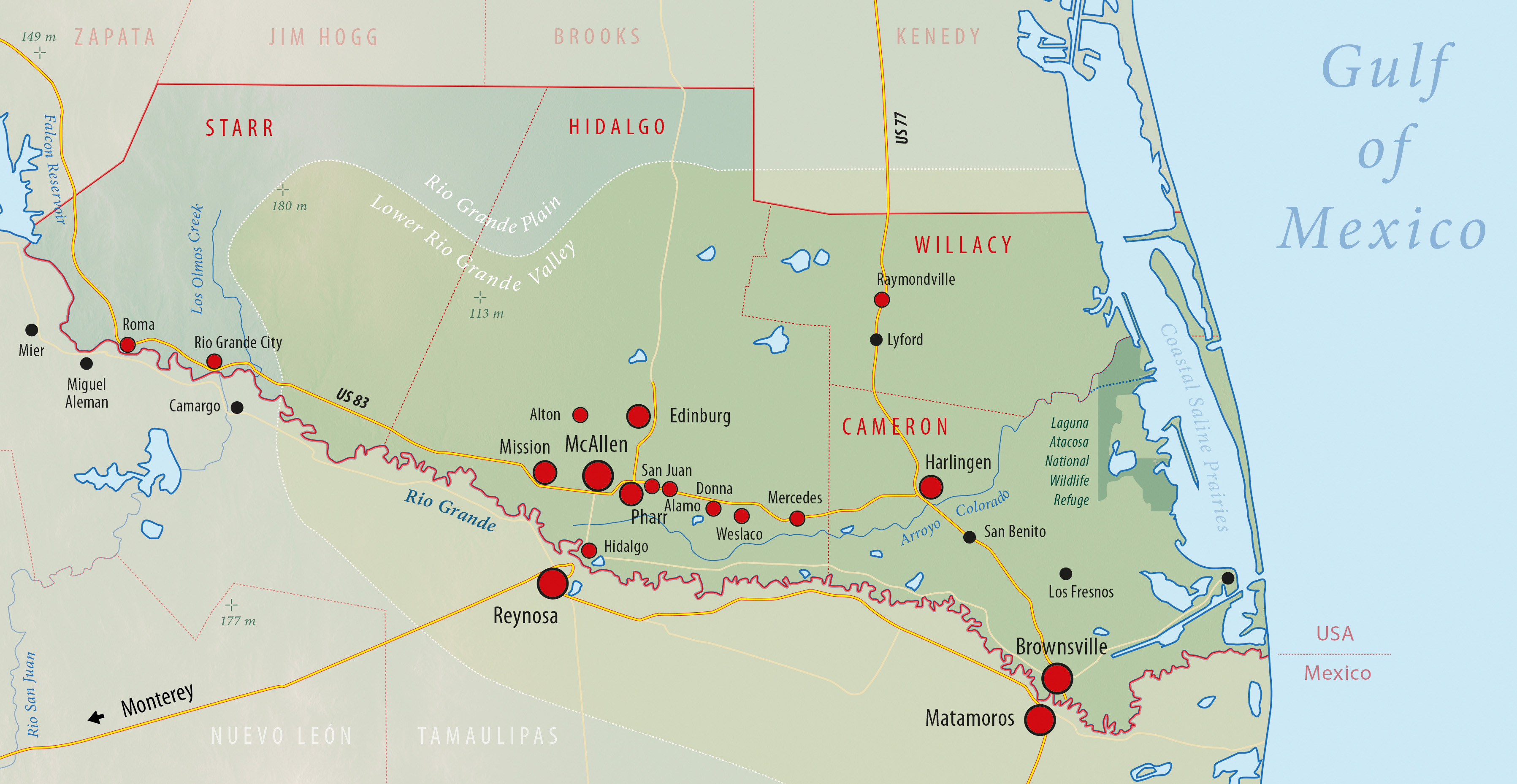
Landschaft und Binnenuntergliederung

Das Rio Grande Valley – von seinen Bewohnern auch The Valley oder El Valle genannt oder abgekürzt R. G. V. – ist eine landschaftlich-demografische Region in der südlichsten Spitze des US-Bundesstaats Texas. Sie liegt am nördlichen Ufer des Rio Grande, welcher bis El Paso den Grenzverlauf zwischen Mexiko und den Vereinigten Staaten bildet. Gemeinhin werden der Region die vier Countys Cameron, Hidalgo, Starr und Willacy zugerechnet. Demografisch zählt sie zu den am schnellsten wachsenden Regionen in den Vereinigten Staaten: Von 1969 bis 2014 wuchs die Bevölkerung von 325.000 auf 1.300.000 Bewohner. Der hispanische Bevölkerungsanteil liegt um die 90 %. Wirtschaftlich ist die Region nach wie vor stark von Landwirtschaft geprägt – speziell dem Gemüse- und Zitrusfrüchte-Anbau. Die größten Städte – Brownsville, Harlingen, McAllen, Edinburg und Mission – konzentrieren sich im Südteil des Gebiets in der Nähe des Rio Grande und in den beiden Countys Cameron und Hidalgo.
Sowohl historisch als auch kulturell unterscheidet sich das Rio Grande Valley zum Teil erheblich vom restlichen Texas – vor allem den nicht zu Süddtexas zählenden Regionen des Bundesstaats. Historisch war das Valley Teil jenes südtexanischen Territoriums, dass erst mit dem Mexikanisch-Amerikanischen Krieg 1846 Teil der USA wurde. Kulturell wird es stark von der hispanischen Bevölkerungsmehrheit geprägt, politisch-sozial durch die nahe Grenze zu Mexiko sowie ein starkes, auch binnengeografisch sich ausdrückendes Gefälle von Wohlstand und Armut. Im Bereich der Populärkultur hat es ebenfalls einen eigenen, stark regional gefärbten Lebensstil hervorgebracht.

## Geografie und Klima

### Definition

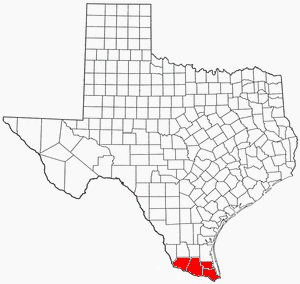
Lage des Rio Grande Valley in Texas

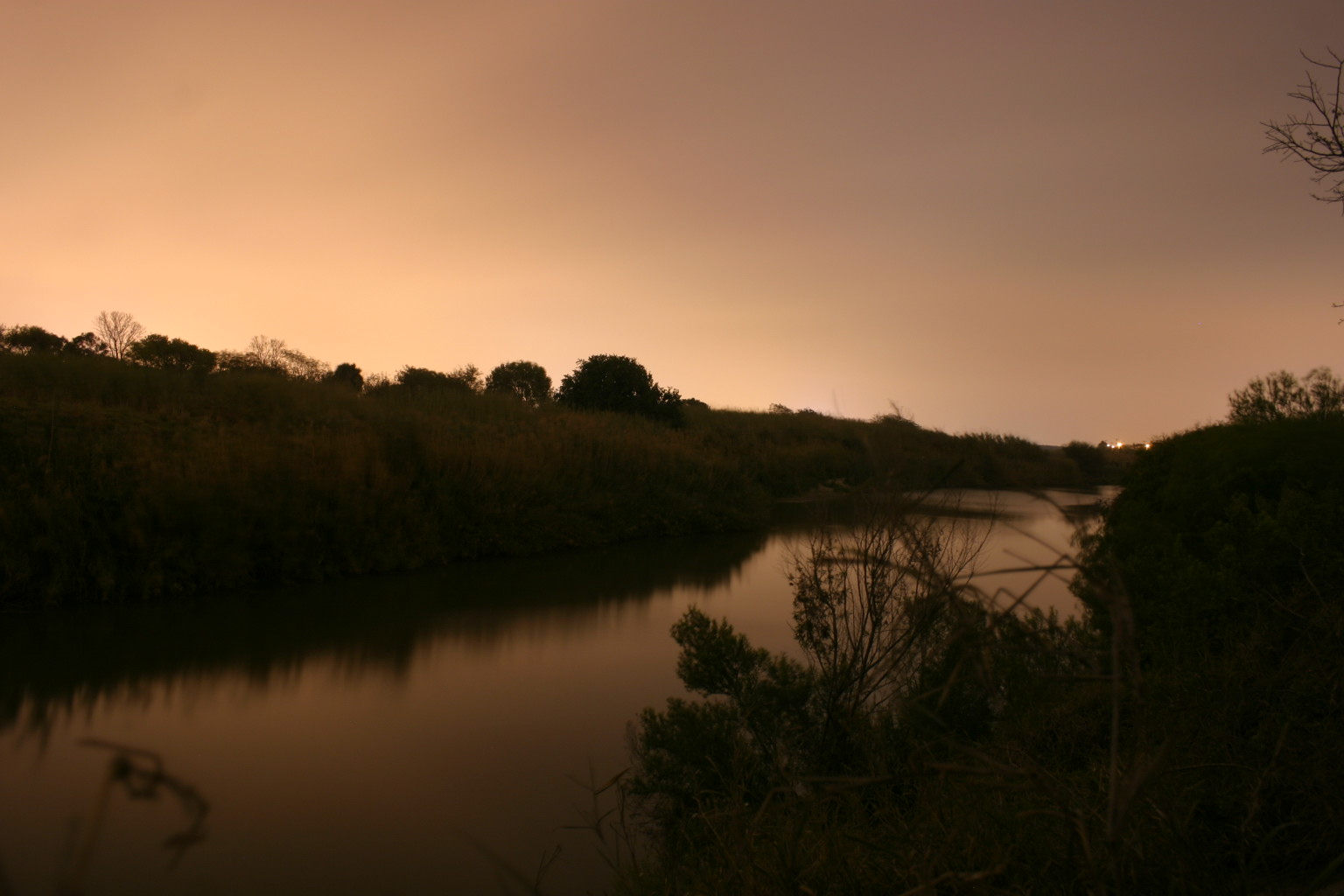
Mündungsdelta des Rio Grande bei Matamoros

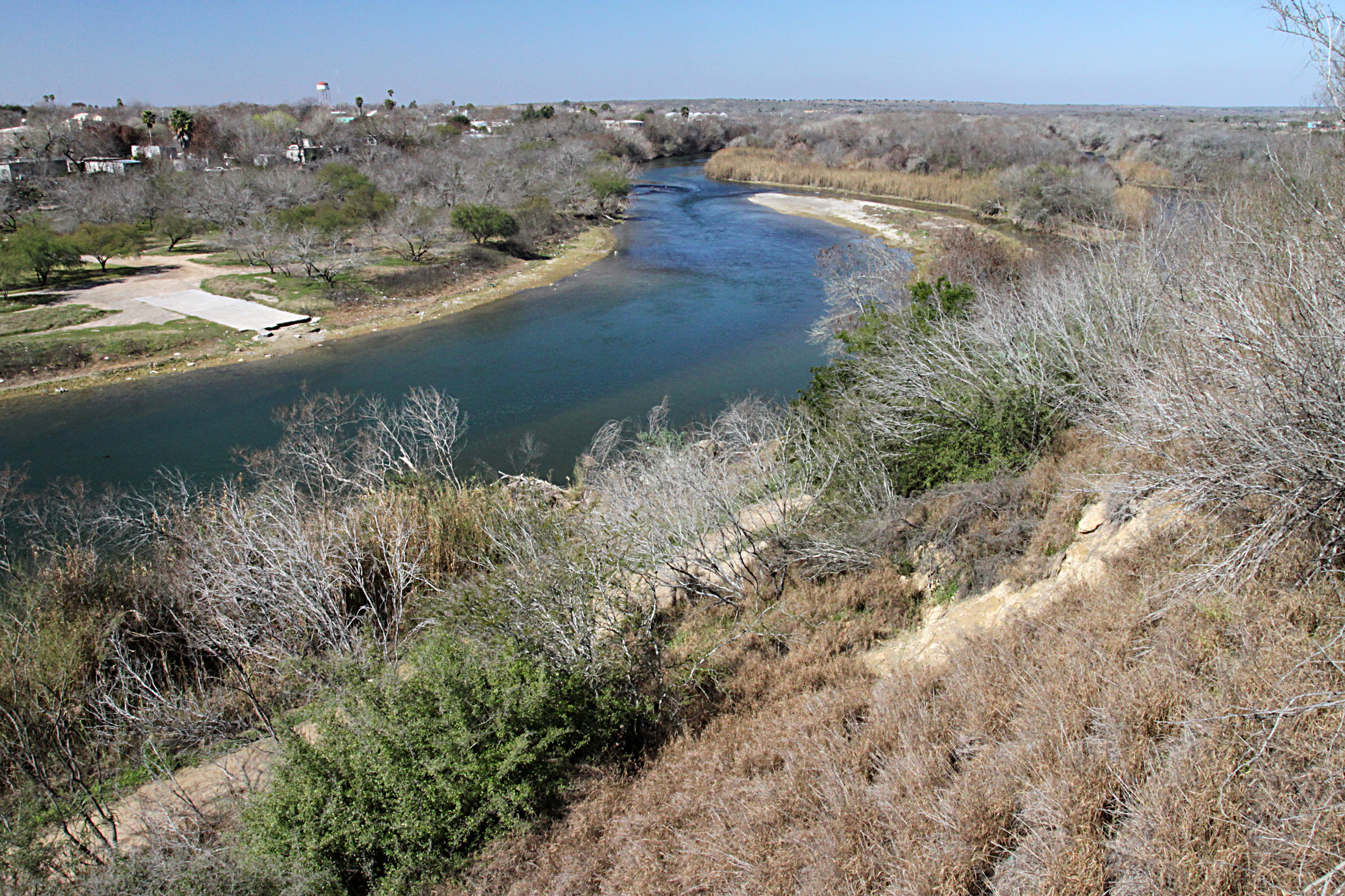
Rio Grande bei Roma (Starr County)

Die Definition des Begriffs Rio Grande Valley (abgrenzungshalber zum mittleren und oberen Rio Grande-Tal gängig hier auch: Lower Rio Grande Valley) ist abhängig davon, ob er eher landschaftliche oder eher kulturell-politisch-demografische Merkmale hervorheben will. Gemeinhin werden dem Valley die vier Countys Cameron, Willacy, Hidalgo und Starr zugeordnet. Die drei ersten bilden den regionalpolitischen Zusammenschluss Lower Rio Grande Valley Development Council. Das vierte zum „Valley“ gerechnete County hingegen – Starr – gehört dem westlich davon gelegenen Regionalzusammenschluss South Texas an.
Geografisch-landschaftlich wird das Rio Grande Valley vom Rio Grande bestimmt. Der Grenzfluss und gleichzeitig dominierender Fluss der Großregion mündet östlich von Brownsville und dem mexikanischen Matamoros in den Golf von Mexiko ein. Geologisch, vom allgemeinen Landschaftsbild her sowie von der Vegetation ist die Region unterschiedlich gegliedert. Erdgeschichtlich das älteste Terrain findet sich im landeinwärts gelegenen Starr County; es bildete sich zwischen dem Pliozän und dem Oligozän heraus. Die Landschaften der drei anderen Countys hingegen entstanden erst im Quartär – also vor wenigen Millionen Jahren. Noch jüngeren Datums – im Wesentlichen einige Tausend Jahre – ist der aktuelle Küstenverlauf. Landschaftlich hat das Valley Anteil an vier Zonen: den Coastal Saline Prairies in den unmittelbaren Golfküstenbereichen, dem eigentlichen Lower Rio Grande Valley mit dem Flussdelta des Rio Grande als Zentrum sowie der Central und Western Rio Grande Plain. Die beiden letztgenannten Regionen sind Ausläufer der südlichen Plains und nehmen große Teile des Starr County sowie den nördlichen Teil des Hidalgo County in Beschlag.
Als innertexanische Regions-Untergliederung umfasst das Rio Grande Valley lediglich die auf US-amerikanischer Seite gelegenen Teile des unteren Rio Grande-Tals. Politisch, wirtschaftlich, demografisch sowie kulturell bestehen zahlreiche Verbindungen und Gemeinsamkeiten mit den zum mexikanischen Bundesstaat Tamaulipas gehörenden Gebieten südlich des Flusses. Mit Matamoros (knapp 450.000 Einwohner) sowie dem etwas weiter landeinwärts gelegenen Reynosa (circa 600.000 Einwohner) grenzen die beiden größten Städte von Tamaulipas direkt an das Valley an. Ebenso wie San Diego und Tijuana in Kalifornien sowie El Paso und Ciudad Juárez im Mittelabschnitt der amerikanisch-mexikanischen Grenze sind auch die einander gegenüberliegenden Grenzstädte Brownsville und Matamoros quasi Geschwisterstädte in der wahlweise als Border oder Frontera bezeichneten Grenzregion.

### Landschaftliche Merkmale

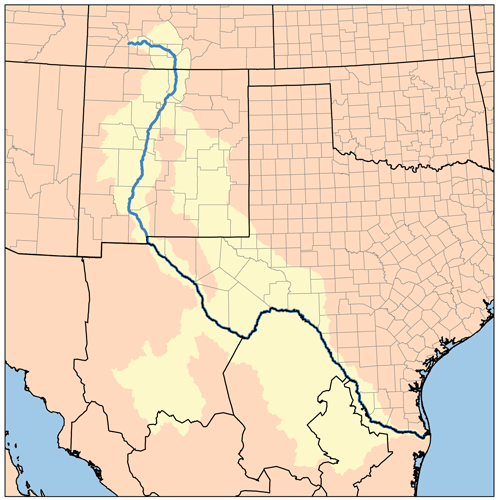
Einzugsgebiet des Rio Grande

Salinenprärielandschaft auf Padre Island

Das Rio Grande Valley erstreckt sich von der Golfküste ausgehend rund 160 km landeinwärts über eine Fläche von 4.316 Quadratkilometern. Mit Abstand wichtigster Fluss ist der Rio Grande. Entwässerungstechisch ebenfalls von Relevanz ist das Flussbecken des Nueces River. Weitere Fließgewässer auf US-amerikanischer Seite sind der – parallel zum Rio Grande verlaufende – Arroyo Colorado und der nahe Rio Grande City in den Rio Grande mündende Los Olmos Creek. Künstliche Wasserstraßen sind ein zum Hafen von Brownsville führender Schifffahrtskanal sowie der Harlingen Channel, eine Abzweigung des Arroyo Colorado.
Die Landschaft im Rio Grande Valley ist eben. Die Höhenlagen reichen von wenige Meter über dem Meeresspiegel bis hin zu 180 Meter im nördlichen Teil des Starr County. Der östliche, auförmige Teil wird von den Seiten- und Altarmen des Rio Grande-Mündungsdeltas geprägt. Landschaftlich dominierend ist hier eine Mischung aus Küstenprärie und Bewaldung. Aufgrund der tropennahen Lage finden sich hier zahlreiche tropische Pflanzen wie zum Beispiel Flammenbäume, kubanische Königspalmen sowie Kokospalmen. Die unmittelbar an der Küste liegenden Landstriche sowie die vorgelagerte Insel South Padre Island sind Teil der Coast Saline Prairies – einem sich von der Rio Grande Mündung bis nördlich von Galveston ziehenden Landstreifen.
Insgesamt wartet der unmittelbar am Rio Grande gelegene Teil der Region mit ergiebigen, fruchtbaren Lehmböden auf. Seit der Einführung von Bewässerungssystemen sowie der Errichtung einer Eisenbahnverbindung gilt dieser Teil als Herzkammer des texanischen Gemüseanbaus. Die nördlicher, flussferner gelegenen Teile der Region hingegen sind Teil der südtexanischen Plains-Landschaft. Die sandigen, trockenen Lehmböden in diesem Teil des Valley eignen sich weniger für die Landwirtschaft und wurden traditionell für Viehzucht genutzt. Eine eigene Vegetationszone bildet der unmittelbare Golfküstenbereich mit den vorgelagerten Inseln South Padre Island und Padre Island. Teils sumpfige Salinenprärien bestimmen hier das Bild. Darüber hinaus sind die küstennahen Gebiete Rückzugsgebiete für zahlreiche Tierarten.
Bedeutende Vorkommen an Erdöl und Erdgas befinden sich vor allem in den beiden landeinwärts gelegenen Countys Hidalgo und Starr. Starr County verfügt darüber hinaus über nicht unerkleckliche Vorkommen an Braunkohle.

### Flora und Fauna

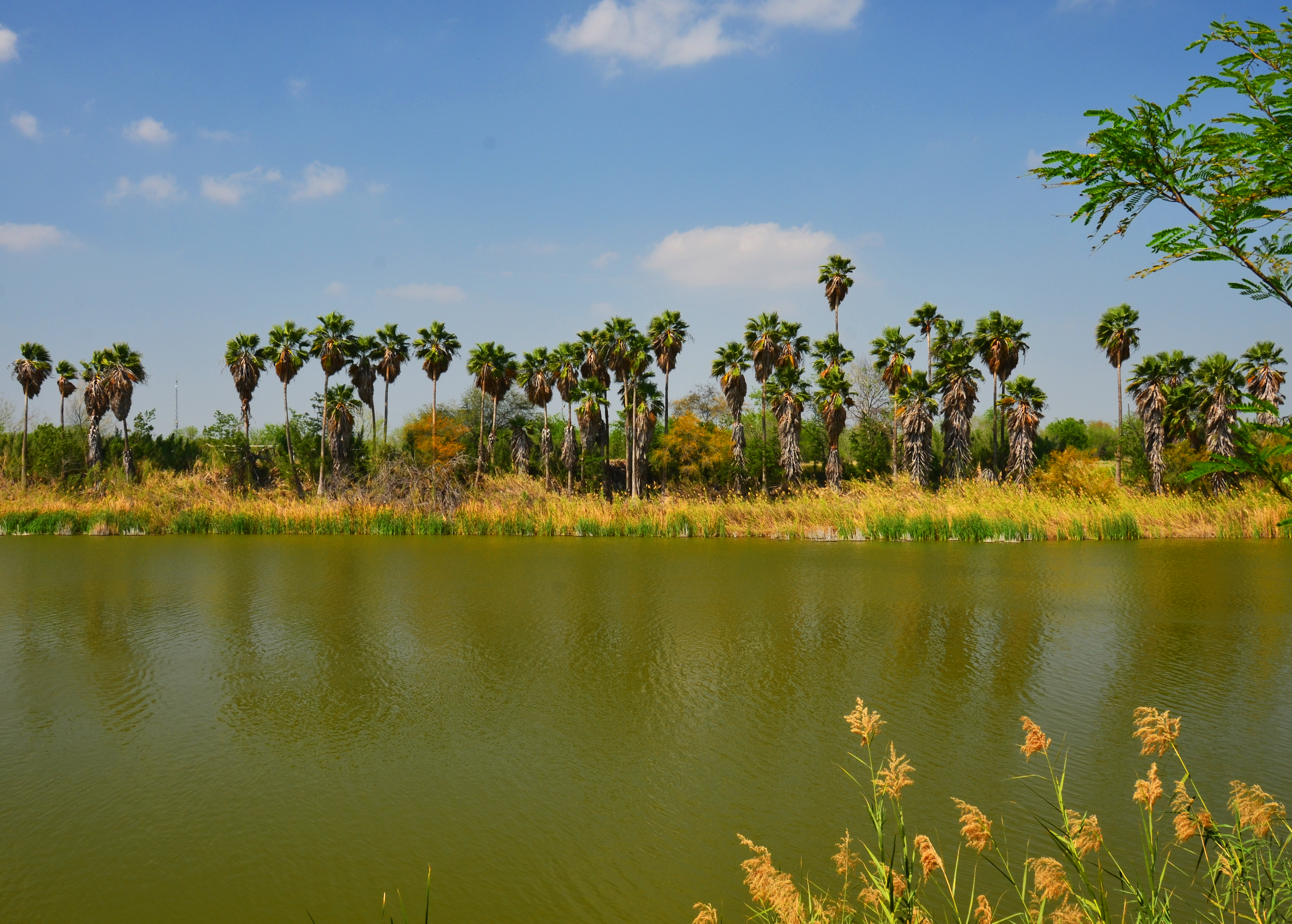
Palmen im Bentson-Rio Grande Valley State Park

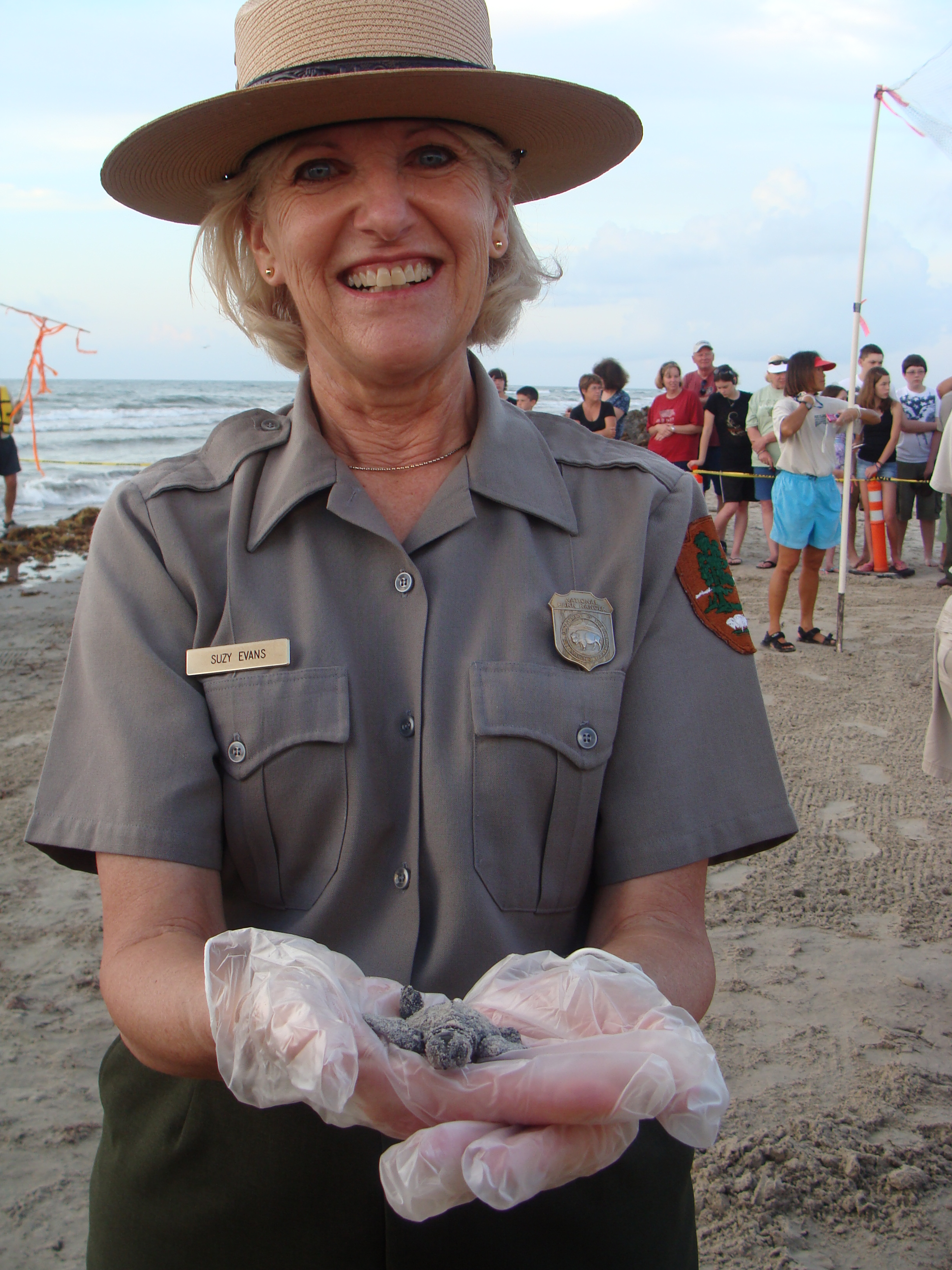
South Padre Island: Aussetzung einer seltenen Meeresschildkröte

Das Rio Grande Valley ist die einzige Ökoregion der USA, die in den Subtropen liegt. Der Kontrast zwischen der Chihuahua-Wüste im Westen, der nordmexikanischen Chaparral-Vegetationszone, der Küstenebene am Golf sowie den subtropischen Wäldern entlang des Rio Grande begünstigte die Entstehung einer besonders artenreichen Flora und Fauna. Vor ihrer Besiedlung umfasste das Gebiet der vier Landkreise Cameron, Willacy, Hidalgo und Starr umfangreiche Wälder mit Mexikanische Sumpfzypressen und Sabalpalmen. Rodungen, die Einführung der kommerziellen Landwirtschaft sowie die Einführung konkurrierender Gräser aus Afrika verdrängten nicht nur einheimische Pflanzenarten. Auch viele im Valley (einst) heimische Tierarten sind entweder gefährdet oder vom Aussterben bedroht.
Um die vorhandene Pflanzen- und Tierwelt wenigstens in Grundzügen zu erhalten, wurden an der Golfküste, im Flussdelta, sowie entlang des Rio Grande unterschiedliche Arten von Landschaftsschutzgebieten eingerichtet (Aufführung im Einzelnen: siehe Abschnitt „Touristische Angebote und Sehenswürdigkeiten“). Zu den für das Valley typischen Gewächsen zählen unter anderem der Guajak (eine subtropische Baumart), Palmlilien (palmähnliche Gewächse, bekannter unter den Begriffen Yucca oder – irreführenderweise – Yuccapalme), Spanisches Moos (eine flechtenartige Pflanze, die vor allem in den Auwäldern des Flussdeltas anzutreffen ist) sowie Honig-Mesquite und Kaktusfeigen. Letztere kommen vor allem in den Salinenprärie-Zonen in unmittelbarer Golfküstennähe vor. Für das Valley typische Blumenarten sind Akanthusgewächse, Mittagsblumengewächse, Froschlöffelgewächse sowie Doldenblütler. Darüber hinaus finden sich in der Region unterschiedliche Sorten von Kakteengewächsen.
Vor allem die Vogelwelt im Rio Grande Valley ist für ihre außerordentliche Vielfalt bekannt. In der Küstenzone heimisch sind unterschiedliche Arten von Möwen und Seeschwalben, Gänse, Wasser- und Küstenvögel, Eistaucher, Schwarzkopf-Zwergtaucher, Nashornpelikane, Braunpelikane sowie Kanadakraniche. Weitere Vogelarten sind die Ohrenscharbe, der Amerika-Schlangenhalsvogel, der Prachtfregattvogel, aus der Familie der Reiher unter anderem die Amerikanische Zwergdommel und die Nordamerikanische Rohrdommel, aus der Ordnung der Greifvögel unter anderem Fischadler, Schwalbenweih sowie Wüstenbussarde. Ebenfalls an der Küste anzutreffen ist die Atlantik-Bastardschildkröte. In Flussnähe finden sich darüber hinaus zahlreiche Libellen- und Schmetterlingsarten – unter anderem aus der Familie der Ritterfalter, der Weißlinge, der Bläulinge und der Edelfalter. Eine bekanntere, jedoch vom Aussterben bedrohte Raubkatze ist der Ozelot. Ebenfalls im Valley (noch) anzutreffen sind Exemplare des Jaguarundi – einer auch unter dem Namen Wieselkatze bekannten Katzenart, die ebenfalls von Aussterben bedroht ist. Heimisch in der Region sind darüber hinaus eine breite Palette unterschiedlicher Frosch-, Schlangen- und Insektenarten.
| City            | County  | E       |
| --------------- | ------- | ------- |
| Raymondville    | Willacy | 11.165  |
| Brownsville     | Cameron | 182.110 |
| Harlingen       | Cameron | 65.634  |
| Edinburg        | Hidalgo | 84.399  |
| McAllen         | Hidalgo | 138.475 |
| Hidalgo         | Hidalgo | 13.449  |
| Mission         | Hidalgo | 82.200  |
| Pharr           | Hidalgo | 75.172  |
| Weslaco         | Hidalgo | 39.021  |
| Alamo           | Hidalgo | 19.021  |
| Alton           | Hidalgo | 15.581  |
| Donna           | Hidalgo | 16.349  |
| Mercedes        | Hidalgo | 16.501  |
| San Juan        | Hidalgo | 35.983  |
| Rio Grande City | Starr   | 14.242  |
| Roma            | Starr   | 10.093  |

### Infrastruktur und Verkehr

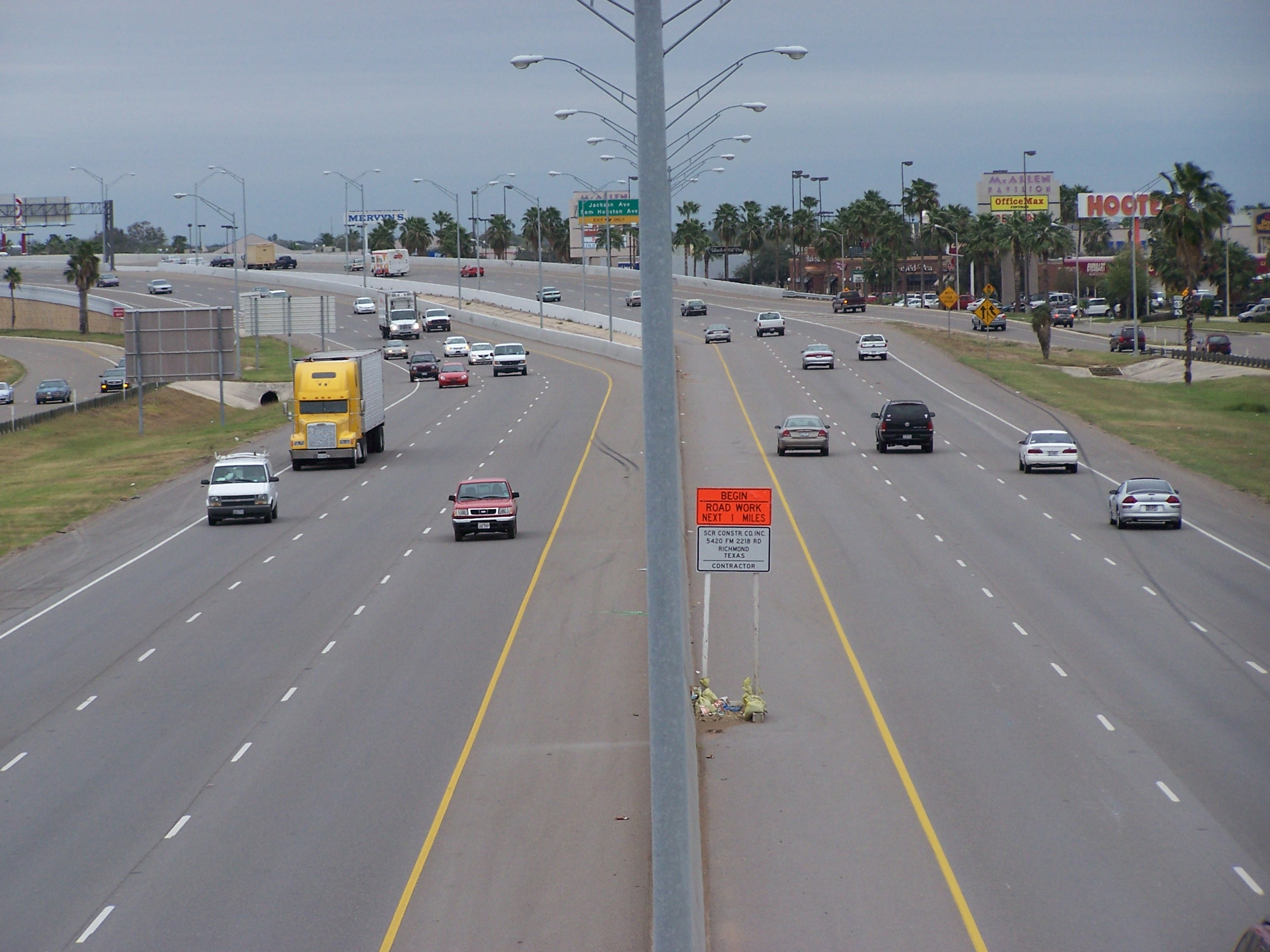
Highway 83 in McAllen

Die verwaltungstechnisch-politischen Umrisse der vier dem Valley zugerechneten Countys entstanden in mehreren historischen Schüben. Bis zum Beginn des Amerikanisch-Mexikanischen Kriegs beanspruchten Mexiko und Texas das Gebiet gleichermaßen. Erster US-Landkreis nach erfolgter Besetzung durch US-Truppen war Nueces County (1846). 1848 wurden die beiden Countys Starr und Hidalgo aus Nueces herausgelöst. Verglichen mit ihrem heutigen Umfang reichten beide zunächst weit in ihr nördliches Umland hinein. 1852 wurde Hidalgo von Cameron abgesplittet, 1858 Starr in die östliche Entität Starr und die westliche Zapata aufgeteilt. 1911 wurden die nördlichen Teile von Cameron, Hidalgo und Starr den Countys Brooks und Willacy zugeschlagen. Das Territorium des jüngsten Rio-Grande-Valley-Countys – Willacy – wurde 1921 komplett neu konstituiert: als eine weitere, südlich des ursprünglichen Willacy County gelegene Absplittung von Cameron County.
Das Gros der wichtigen Städte innerhalb der Region reiht sich perlenkettenförmig entlang des US-Highway 83 auf. Die größten bündeln sich zu zwei statistischen Metropol-Areas: Brownsville und Harlingen in Cameron County sowie McAllen, Edinburg und Mission in Hidalgo County. Letztere umfasst neben den drei aufgeführten Städten auch die im Osten dieses Ballungsraums gelegene Stadt Pharr. Zusammen mit der nordmexikanischen Metropole Reynosa bildet McAllen eine binationale, auch unter der Bezeichnung Borderplex firmierende Metropolregion. Weitere wichtige Städte im Rio Grande Valley sind Rio Grande City, Roma, Raymondville, Weslaco und Hidalgo. Die Ansiedlungsstruktur ist stark von den Erfordernissen der Landwirtschaft bestimmt und entsprechend stark gestreut; dichter besiedeltere Ortskerne oder klassische City-Downtowns finden sich lediglich in dem halben Dutzend größerer Zentren. Wichtige Ost-West-Verbindungsstraßen sind neben dem US-Highway 83 der durch das Zentrum der Region führende US-Highway 287 sowie die Nord-Süd-Achse US-Highway 77.
Wichtigste überregionale Bahnverkehr-Anbindung ist eine Linie der Union Pacific. Die Strecke führt von Brownsville entlang der Golfküste nach Norden bis in den Raum Galveston/Houston. Eine kürzere Bahnstrecke geht von Brownsville aus und reicht bis Rio Grande City. Da die großen US-Eisenbahngesellschaften vorwiegend den Güterverkehr bedienen und die zwei Mittelwest-West-Routen des dominierenden Personenverkehr-Anbieters Amtrak lediglich Zwischenpunkte in Nord- und Zentraltexas anfahren, ist das Valley an das Personenverkehr-Schnellnetz nicht angeschlossen. Eine Hochgeschwindigkeitsverbindung zwischen Oklahoma und dem Rio Grande Valley ist seit 2016 im Gespräch, war jedoch bis Anfang 2019 nicht über die Sondierungsphase hinausgelangt. Wichtige Flughäfen in der Region sind der International Airport Brownsville–Harlingen. Ein weiterer überregional genutzter Flughafen liegt innerhalb der Metropolitan Statistical Area McAllen–Edinburg–Mission.
Von der Zielrichtung her sind die Anbindungen der Rio-Grande-Valley-Region auf drei Punkte hin ausgerichtet:
- die osttexanischen Zentren entlang der Golfküste (Corpus Christi, Galveston, Houston),
- das südtexanische Zentrum San Antonio,
- das mittlere und obere Rio Grande-Tal mit seinem Endpunkt El Paso.

Binationale Orientierungspunkte sind zudem die – teils in unmittelbarer Nachbarschaft liegenden – nordmexikanischen Zentren Matamoros, Reynosa und Monterrey. Die Luftlinien-Entfernungen – gerechnet von der im südöstlichen Valley gelegenen Metropole Brownsville – betragen gerundet: nach Corpus Christi 200 km, nach Houston 470 km, nach San Antonio 400 km und nach El Paso 1.100 km. Die Entfernung zur am Mittellauf des Rio Grande gelegenen Stadt Laredo beträgt 270 km, die zur südlich der Grenze gelegenen Nachbarstadt Matamoros rund 10 km und die zur nordmexikanischen Bundesstaatsmetropole Monterrey rund 300 km.

### Klima

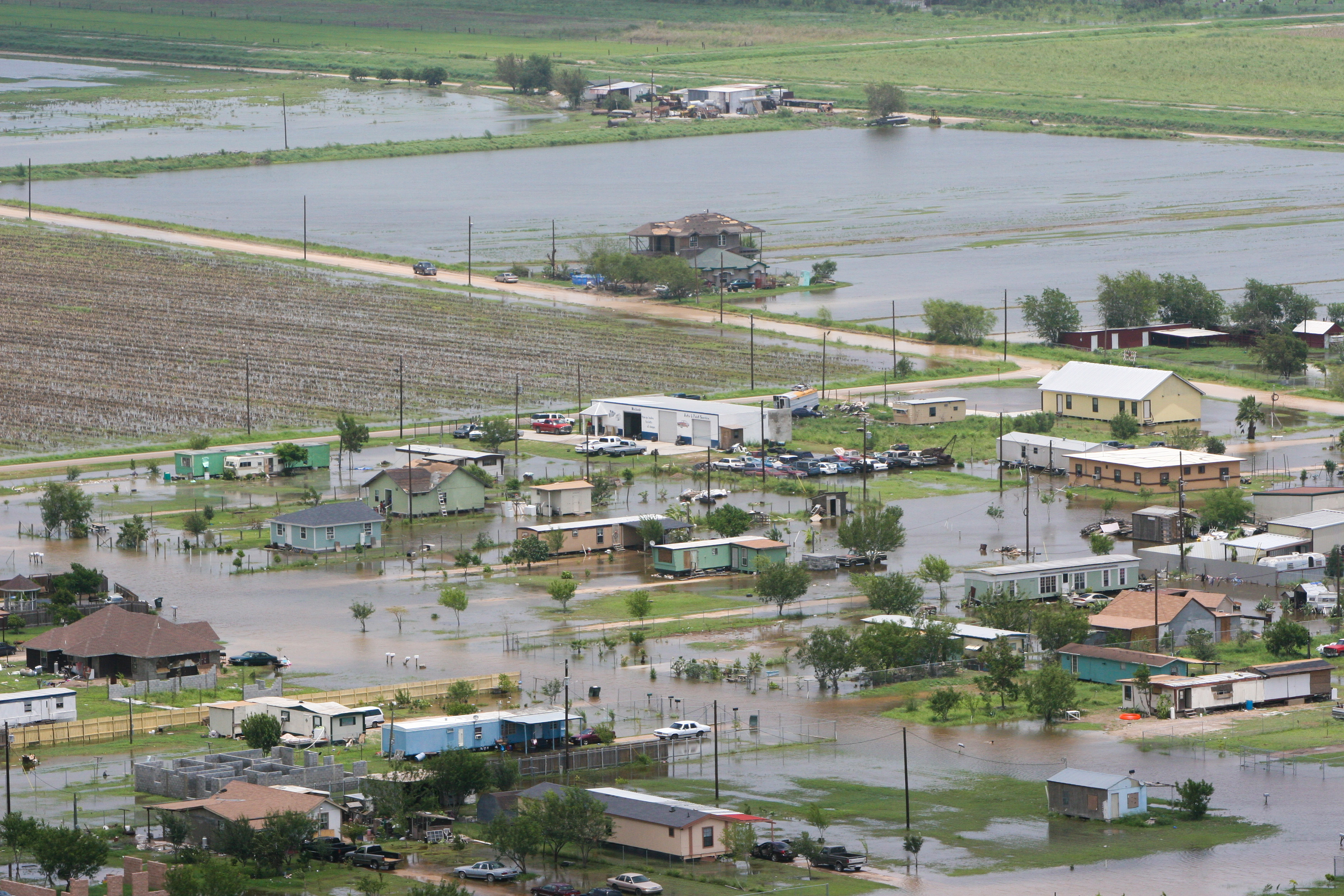
Flutschäden nahe Raymondville, Willacy County (2008)

Das Rio Grande Valley ist eines der südlichsten Gebiete der kontinentalen Vereinigten Staaten; noch weiter südlich liegt lediglich ein kleiner Streifen im Süden Floridas. Die Küstengebiete sind von ihrer Lage direkt am Golf geprägt und haben entsprechend ein feuchtes subtropisches Klima. Aufgrund der südlichen Lage ist es in der Region insgesamt vergleichsweise warm. In den Sommermonaten liegen die Höchsttemperaturen um die 35 °C. Frost und Schnee im Winter sind zwar eher selten, können aufgrund der ungeschützten Kontinentallage jedoch herausragende Wetterereignisse zur Folge haben. Im Allgemeinen jedoch kommt es im Winter nur gelegentlich zu Temperaturen unter dem Gefrierpunkt. An der Küste kommen Temperaturen um den Gefriergrad kaum vor; Temperaturen um die 8 °C sind in den Wintermonaten der Normalfall. Im weiter landeinwärts gelegenen Starr County dauert die Frostperiode vom 15. Dezember bis Anfang Januar. Die Niederschlagsmengen variieren abhängig von der Nähe zum Golf. Während die durchschnittliche Jahresniederschlagsmenge in den an der Küste gelegenen Countys Willacy und Cameron 66 bis 76 Zentimeter beträgt, beläuft sie sich in den Countys Hidalgo und Starr auf 55 bis 66 Zentimeter. Vom Wetter her repräsentativ für das Gesamt-Valley ist die – ungefähr im geografischen Zentrum gelegene – Stadt McAllen.
|                       | Jan  | Feb  | Mär  | Apr  | Mai  | Jun  | Jul  | Aug  | Sep   | Okt  | Nov  | Dez  |   |      |
| Mittl. Tagesmax. (°C) | 21,7 | 23,9 | 27,7 | 30,6 | 33,2 | 35,7 | 36,2 | 36,7 | 33,9  | 30,9 | 26,6 | 22,2 | ⌀ | 30   |
| Mittl. Tagesmin. (°C) | 10,4 | 12,3 | 15,4 | 18,9 | 22,3 | 24,3 | 24,7 | 24,8 | 23,0  | 19,3 | 14,9 | 11,1 | ⌀ | 18,5 |
|                       |      |      |      |      |      |      |      |      |       |      |      |      |   |      |
| Niederschlag (mm)     | 27,0 | 28,0 | 26,0 | 34,0 | 57,0 | 66,0 | 51,0 | 56,0 | 114,0 | 53,0 | 23,0 | 30,0 | Σ | 565  |

| 10,4 |

| 12,3 |

| 15,4 |

| 18,9 |

| 22,3 |

| 24,3 |

| 24,7 |

| 24,8 |

| 23,0 |

| 19,3 |

| 14,9 |

| 11,1 |

| 10,4 |

| 12,3 |

| 15,4 |

| 18,9 |

| 22,3 |

| 24,3 |

| 24,7 |

| 24,8 |

| 23,0 |

| 19,3 |

| 14,9 |

| 11,1 |

Die Nähe zum Golf von Mexiko macht das Rio Grande Valley zu einem Ziel für Hurrikane. Obwohl es nicht so häufig betroffen ist wie andere US-Golfküstengebiete, richteten in den vergangenen Jahrzehnten einige Hurrikans Verwüstungen an. Für Überschwemmungen, Stromausfälle sowie Sachschäden sorgten zuletzt die beiden Tropenstürme Dolly (2008) und Alex (2010). Unwetter im Rio Grande Valley treten typischerweise in den Frühlingsmonaten auf. Zwar sind schwere Gewitter und Tornados, wie sie im nördlichen Teil von Texas gängig sind, eher selten. Unwetter mit Hagel sowie Extremgewitter kommen jedoch durchaus vor. Beispiel: regenbedingte Sturzfluten in Edinburg und San Carlos am 19. Juni 2015.

## Geschichte

### Neuspanische und mexikanische Periode (bis 1848)

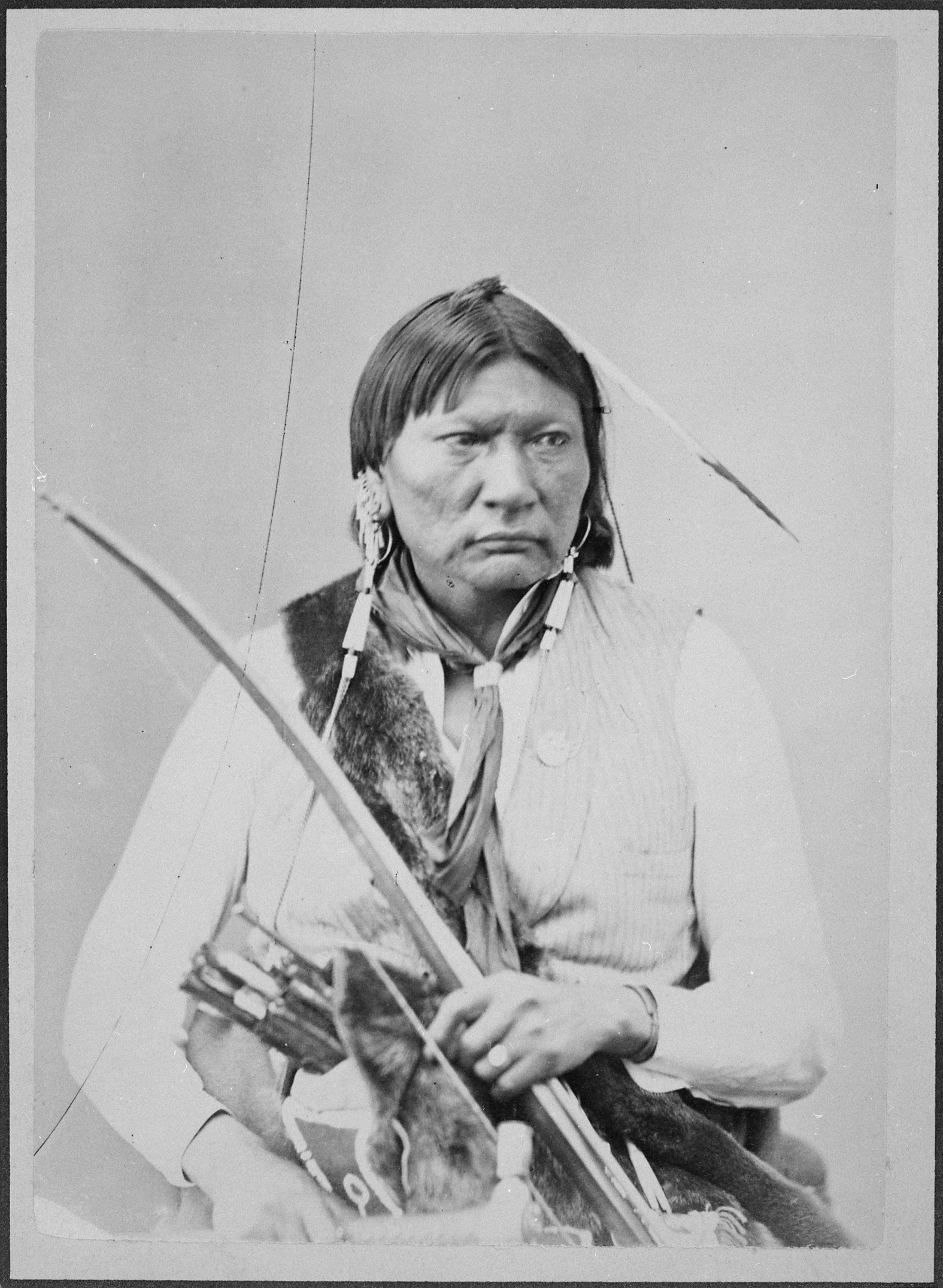
Comanche-Krieger (1872)

Vizekönigreich Neuspanien (1819)

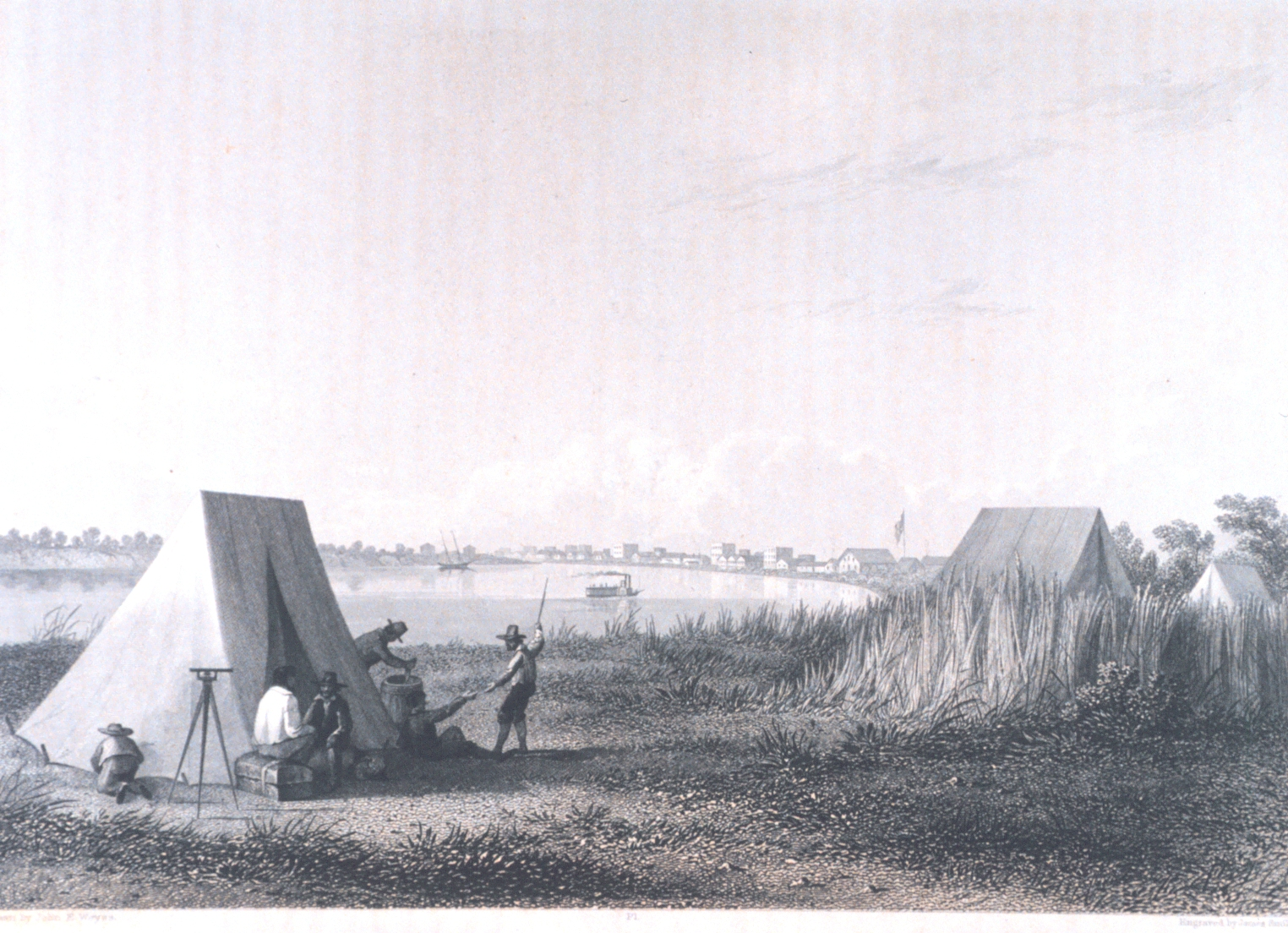
Zeitgenössische Grafik: Brownsville um 1850

Allgemeinen Annahmen zufolge lebten in Südtexas bereits vor 11.000 Jahren indianische Ureinwohner – zunächst als Jäger und Sammler, später als Landwirtschaft betreibende Bauern. Vorherrschende Völker in der Region waren die Coahuilteken und die Karankawa. Die ersten Kontakte mit spanischen Erkundungsexpeditionen erfolgten im 16. Jahrhundert. 1519 erkundete Alonso Alvarez de Pineda die Golf-Küstenlinie in Richtung Florida. 1527 scheiterte die Eroberung Floridas. Die Überlebenden der Expedition von Panfilo de Narvaez unter Führung von Cabeza de Vaca schlugen sich in den Folgejahren – unterbrochen von Jahren in indianischer Gefangenschaft – nach Süden durch. 1554 wurde eine spanische Flotte vor South Padre Island zerstört. Auch im 17. Jahrhundert waren die neuspanischen Erkundungszüge in die Region eher punktueller als nachhaltiger Natur. Die beiden bedeutendsten waren die von Jacinto García de Sepulveda 1638 und die von Alfonso de Leon 1689.
Ernsthafteres Interesse an den nördlichen Regionen entwickelte die neuspanische Administration erst im 18. Jahrhundert – als Reaktion auf die Aktivitäten anderer kolonialer Konkurrenten an den Nordgrenzen des neuspanischen Reichs. Erste Besiedlungsaktivitäten im Rio Grande Valley setzten etwa um die Jahrhundertmitte ein. Ungeachtet einer Militärexpedition unter Miguel de la Garza Falcón, deren Bericht das Gebiet als für Siedlungen ungeeignet klassifiziert hatte, gründete der Empresario José de Escandón 1749 die ersten vier Ansiedlungen in der Region: Reynosa, Camargo, Mier und Revilla (heute: Guerrero). 1765 wurde Matamoros gegründet. In der zweiten Hälfte des 18. Jahrhunderts wurde auch die nördliche Seite des Flusses zunehmend erschlossen. Eine der frühesten Gründungen hier war die Ansiedlung Roma–Los Saenz (Starr County).
Rechtlicher Rahmen der Besiedlung waren Landzuschüsse, welche von der neuspanischen Administration gewährt wurden. Ende des 18. Jahrhunderts lebten etwa 3.500 spanische Kolonisten in der Region. Entgegen üblichen Gepflogenheiten erfolgten die Landzuschüsse nicht an Mitglieder der neuspanischen oder kreolischen Elite, sondern vielmehr an alle, die gewillt waren, die kargen Bedingungen in den nördlichen Grenzgebieten auf sich zu nehmen. Im Wesentlichen waren die Neusiedler ehemalige Soldaten sowie Einwanderer von den Kanarischen Inseln. Eine weitere Siedlergruppe waren Missionare, welche ein prekäres Netz kleiner Missionsstationen unterhielten. Verglichen mit der starren Sozialhierarchie in den neuspanischen Kernlanden war diejenige in den Siedlungen am Rio Grande vergleichsweise durchlässig. Das eher informell geprägte Sozialgefüge ermöglichte es auch indigenen Peones, nach und nach (und über mehrere Generationen) in die kreolische Rancher-Elite aufzusteigen.
In der Frühzeit der spanischen Besiedlung im 18. und frühen 19. Jahrhundert wurde das Gebiet hauptsächlich als Weideland genutzt. Die landeinwärts gelegenen Gebiete gerieten im frühen 19. Jahrhundert in den Einzugsbereich westlicher Indianerstämme – speziell der Comanche, die ihr Einflussgebiet, die Comancheria, um die Jahrhundertwende herum weit nach Süden ausgedehnt hatten. Ein weiterer Stamm, der für Unruhe in den Grenzgebieten sorgte, waren die Lipan-Apachen. Letztere wurden von den Comanchen zunehmend aus den texanischen Präriegebieten heraus und in die gebirgige Region von West-Texas abgedrängt. Ökonomisch war die Siedlungsregion im Rio Grande-Tal fast ausschließlich von Rinderzucht geprägt. Eine Eigenheit der weiträumig betriebenen Ranches beziehungsweise Haziendas war die Haltung freilaufender Rinder – einer Vorform der im 19. Jahrhundert bekannt gewordenen Texas Longhorns.
Auch nach der Unabhängigkeit Mexikos blieb die Region dünn besiedelt. Im Zuge der forcierten Landzuteilungen für angloamerikanische Siedler veränderte sich jedoch die Zusammensetzung der Bevölkerung entscheidend: 1834 lebten im Gebiet des heutigen Texas rund 30.000 Angloamerikaner sowie 7.800 Mexikaner. Bemühungen der mexikanischen Regierung, mehr Mexikaner in Texas anzusiedeln, erwiesen sich nicht als erfolgreich. Anders als Rest-Texas, das 1837 zum unabhängigen Staat avancierte, blieb das Grenzgebiet südlich des Nueces River bis zum Ausbruch des Amerikanisch-Mexikanischen Kriegs umstrittenes, sowohl von Texas als auch Mexiko beanspruchtes Terrain. Fakten schufen die USA im unmittelbaren Vorfeld des Krieges – indem sie die Kriegsbereitschaft gegenüber Mexiko unterstrichen und Truppen unter General Zachary Taylor an den Rio Grande entsendeten. Nahe dem Fluss ließ Taylor den Militärposten Fort Brown errichten – das fait accompli, dessen Belagerung vom 3. bis 9. Mai 1846 seitens mexikanischer Verbände die kriegerischen Auseinandersetzungen einleitete. Die unweit des Forts gelegene Stadt Brownsville entstand 1848 – als erste angloamerikanische Ansiedlung in der Region.

### 1848 bis 1890

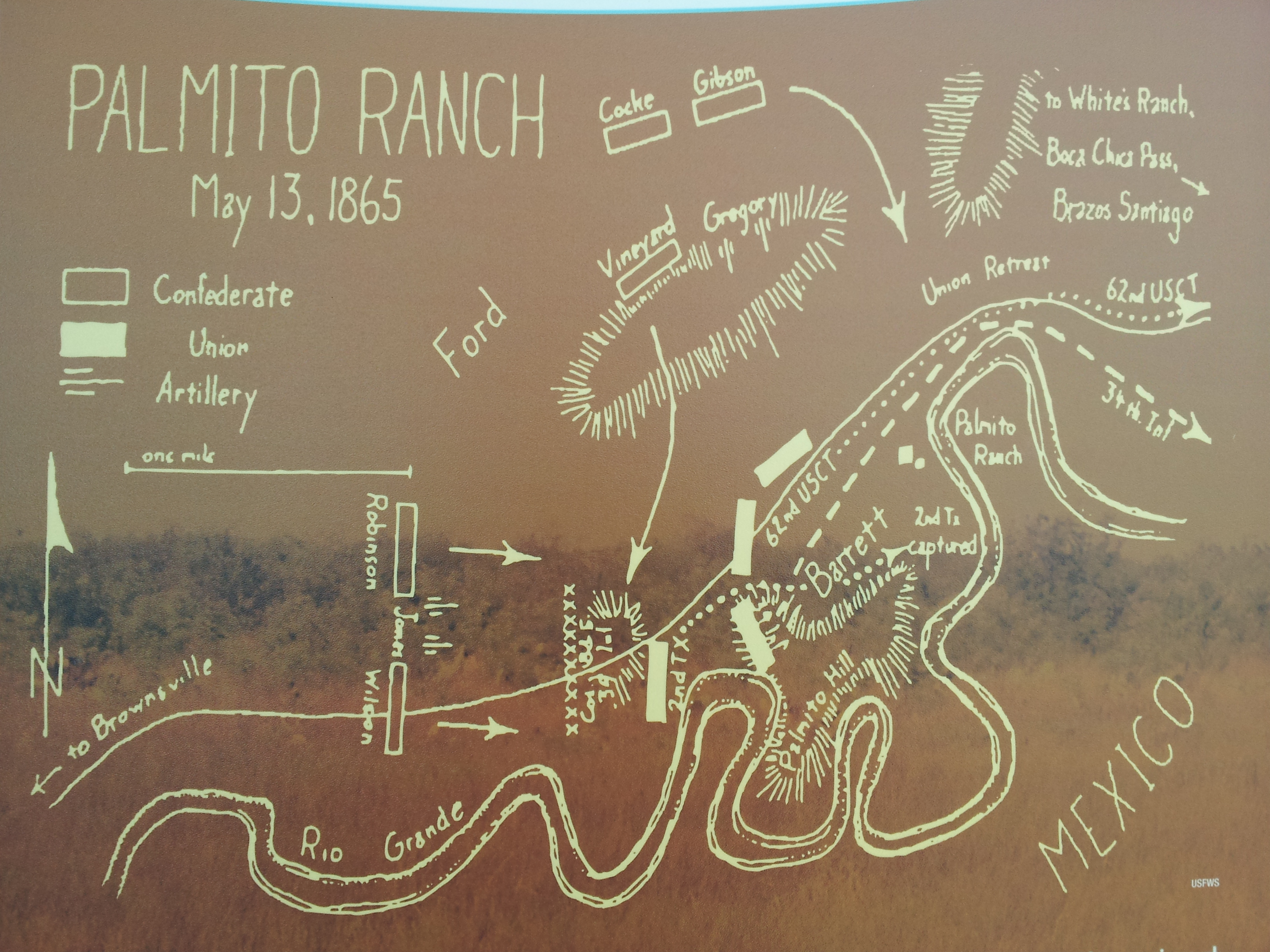
Skizze: Truppenaufstellungen bei der Schlacht bei Palmito Ranch (1865)

1853 errichtet: der Leuchtturm von Port Isabel

Anlagen des ehemaligen Fort Brown

Wirtschaftlich hatte sich die Region am Ende des Amerikanisch-Mexikanischen Krieges ausdifferenziert. In den landeinwärts gelegenen Gebieten dominierte nach wie vor der Faktor Viehzucht. Die Gebiete unmittelbar am Rio Grande sowie im Flussdelta rund um die Stadt Brownsville nutzten ihre Lage darüber hinaus für den grenzüberschreitenden Handel. Die von Zachary Taylors Truppen angelegte Old Military Road (ursprünglich eine Militärstraße und vom Verlauf her weitgehend identisch mit dem heutigen US Highway 83) entwickelte sich ab 1849 zu einer beliebten Durchgangsstraße von Goldsuchern auf dem Weg zu den Goldfeldern in Kalifornien und Arizona.
Eine durch die neue Grenzziehung bedingte Kriegsfolge war die Trennung der Bevölkerung beidseitig der Grenze. Damit verbunden waren Rechtsstreitigkeiten zwischen mexikanischen Altsiedlern und angloamerikanischen Neusiedlern. Ein wichtiger Auslöser war die mangelnde Rechtssicherheit für Landtitel, die aus der mexikanischen oder neuspanischen Periode herrührten. Auch im grenzüberschreitenden Handel sicherten sich angloamerikanische Zuzügler schnell strategisch wichtige Positionen. 1860 kulminierten die Zwistigkeiten in den Cortina Wars – einer Rebellion, die von dem Großgrundbesitzer Juan Nepomuceno Cortina angeführt wurde. Der erste Krieg wurde 1860 von Truppen der United States Army unter Major Samuel P. Heintzelman und Oberst Robert Edward Lee beendet, der zweite von einer Einheit der Confederate States Army unter Hauptmann Santos Benavides.
Nach dem Amerikanisch-Mexikanischen Krieg und dem zeitgleich erfolgenden Beitritt von Texas zu den Vereinigten Staaten war ein großer Zuzug von Einwanderern in den neuen Bundesstaat erfolgt – darunter auch große Kontingente an Deutschen und Tschechen. Obwohl sich in den kerntexanischen Baumwollgebieten auch die damit verbundene und für die Südstaaten-Sozialstruktur typische Sklavenhaltung fest etablierte, waren die Unterstützung für die Konföderation innerhalb von Texas keinesfalls unumwunden. Vor allem in den von Deutschen bewohnten Gebieten im westlichen Zentraltexas sowie den hispanisch geprägten Regionen in Südtexas gab es verbreitete Sympathien für die Sache der Union. Während des Bürgerkriegs avancierte das Rio-Grande-Delta zum wichtigen Depot für den Baumwollhandel der Konföderation und der Hafen von Matamoros zum wichtigsten Versorgungshafen. Darüber hinaus war das Rio Grande Valley Schauplatz der letzten Schlacht des US-Bürgerkriegs – der Schlacht bei Palmito Ranch am 5. Mai 1865.
Bis zum Ende des 19. Jahrhunderts blieb das Valley dünn besiedelt, ländlich geprägt und wirtschaftlich von Viehzucht sowie Landwirtschaft bestimmt. Obwohl sich das Zusammenleben zwischen der hispanischen Bevölkerungsmehrheit – den sogenannten Tejanos – und eingewanderten Anglomamerikanern mit der Zeit in Richtung einer wechselseitigen Toleranz entwickelte, blieb die Situation in den Rio Grande Valley-Countys auch nach dem Ende des Bürgerkriegs konfliktbehaftet. Ein Grund war die ausbleibende infrastrukturelle Entwicklung des Gebiets. Die erste Eisenbahnlinie der Region war eine Militärstrecke; darüber hinaus streifte sie das Gebiet lediglich. 1872 kam eine Schmalspurstrecke hinzu, welche von Brownsville zum nahegelegenen Golfküstenort Port Isabel führte.
Auch zwischen den Countys des Valley verstärkte sich das wirtschaftliche Gefälle. Ein Faktor war, dass sich die Bewohner der landeinwärts gelegenen Gebiete vernachlässigt fühlten. Verstärkt wurde dieses Gefühl der Benachteiligung dadurch, dass Hidalgo County nicht von dem florierenden Blockadebruch-Handel im benachbarten Cameron County profitieren konnte. Die unsichere Situation hatte unter anderem eine allgemeine Zunahme der Gesetzlosigkeit zur Folge. Die in der Region agierenden Banditen-Gruppen, die sich vor allem auf Rinderdiebstahl verlegt hatten, führten zu einem offiziellen Apell an die Zentralregierung, die Missstände endlich anzugehen. Am 2. April 1875 schließlich traf Captain H. McNelly mit einer Texas-Ranger-Truppe in der Region ein und nahm den Kampf gegen das Banditenunwesen auf.
Die Böden im Rio Grande-Delta und im unteren Tal des Flusses boten zwar gute Voraussetzungen für landschaftlich weitergehende Nutzung. Die fehlende Anbindung an die Außenmärkte bremste die Weiterentwicklung allerdings aus. Nach 1880 stagnierte auch im wirtschaftlich führenden Cameron County die Wirtschaft. Begleitet war die Entwicklung von einer Verhärtung der politischen Machtverhältnisse – konkret: der Etablierung eines Einflussnetzes der Demokratischen Partei, welches ganz Südtexas überzog und auch in den Valley-Countys Cameron, Hidalgo und Starr zu teils gewaltförmig ausgetragenen Konflikten führte. Den Hintergrund bildeten auch hier soziale Gegensätze; konkret: der Konflikt zwischen den alteingesessenen, von den Demokraten repräsentierten Eliten sowie ihren Klientschaften einerseits und Neuzuzüglern sowie an den Rand gedrängten Geschäftsleuten andererseits.
Im Zuge dieser Auseinandersetzungen verschoben sich auch die innerethnischen Machtverhältnisse. In Cameron County avancierten die (angelsächsischen) Familien King, Kenedy und Brown zu den tonangebenden Großgrundbesitzern. In Hidalgo County kulminierten die Machtkämpfe zwischen den – hier von Sheriff John Closner repräsentierten – Netzwerken der Demokraten und oppositionellen Republikanern in einer Art Putsch, in dessen Verlauf die oppositionellen Republikaner kurzzeitig eine „Republic of Hidalgo“ ausriefen und damit begannen, selbsttätig Steuern einzutreiben. Im westlich gelegenen Starr County hingegen konnten sich die alten Hispanic-Eliten teilweise behaupten – obwohl auch hier die politische Polarisierung bis in die 1920er-Jahre fortbestand und zu entsprechenden Grabenkämpfen führte. Ein mit der politischen Entwicklung auf der Südseite der Grenze verbundenes Ereignis war der sogenannte Garza War 1891 – ein Versuch US-amerikanischer Mexikaner, Einfluss zu nehmen auf die innermexikanischen Machtkämpfe und von US-Gebiet aus eine Rebellion zu starten gegen die Diktatur von Porfirio Díaz.

### 1890 bis 1950

Bahnstation der Southern Pacific Railroad in Brownsville (linke Straßenseite)

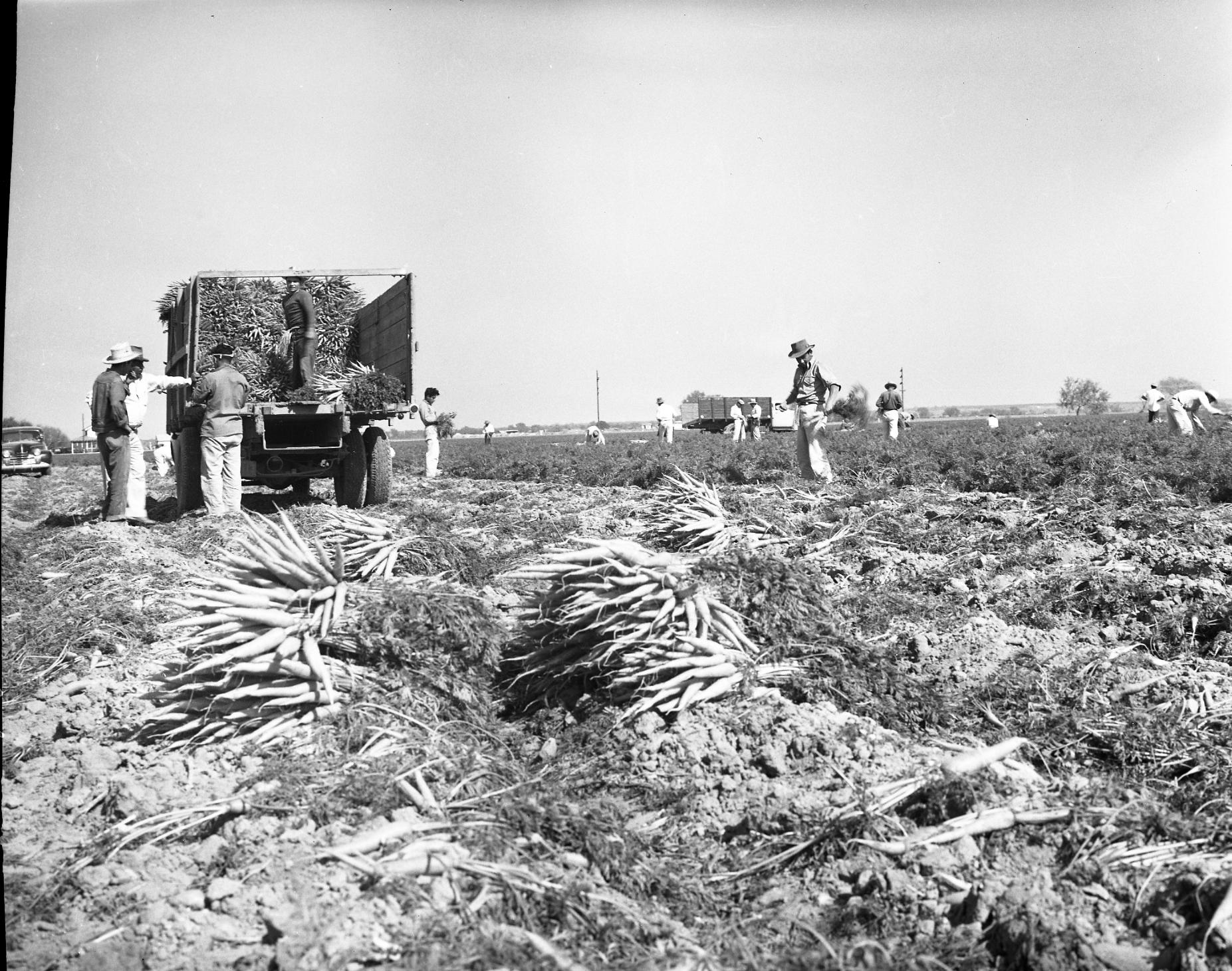
LKW-Landwirtschaft in Starr County: Karottenernte (1948)

Die Einführung der industriell betriebenen Landwirtschaft veränderte die wirtschaftliche Situation im Rio Grande Valley grundlegend. Dynamisierend aus wirkten sich vor allem drei Faktoren:
- die Einführung von Bewässerungssystemen im großen Maßstab (ab 1898)[1]
- die Anbindung an das nationale Eisenbahnnetz durch den Bau neuer Eisenbahnlinien (ab 1904)[1]
- die Einführung der LKW-Landwirtschaft mitsamt den dazugehörigen Transportketten (ab 1920)[1]

Zusammengenommen führten die aufgeführten Faktoren dazu, dass sich das Rio Grande Valley von einer marginalen, abgelegenen Region zu einem bedeutenden landwirtschaftlichen Zentrum entwickelte. Die Entwicklung großflächiger Bewässerungssysteme, initiiert von findigen Einzelpersonen sowie interessierten Landbesitzern, war der Startschuss für die intensive Nutzung der fruchtbaren, ansonsten aber von Trockenheit betroffenen Böden in der Nähe des Rio Grande. Der im Jahrzehnt darauf einsetzende Eisenbahnbau schloss die Region an das nationale Eisenbahnnetz an und führte in der Folge Tausende neuer Siedler ins Rio Grande-Tal. Die Eisenbahnkonzerne gingen bei der damit verbundenen Landveräußerung besonders aggressiv vor: Sie kauften große Landstriche vorab, unterteilten diese in Parzellen und verkauften diese an Kunden, welche sie anderswo rekrutierten. Entsprechend an zogen die Landpreise. In Hidalgo County etwa stieg der Preis für 1 Acre (= 0,4 Hektar bzw. 4047 Quadratmeter) von 25 Cent im Jahr 1903 auf 50 US-Dollar 1906 und bis zu 300 US-Dollar 1910. Zum Abschluss gebracht wurde der Zyklus technischer Innovationen durch die Einführung der LKW-Landwirtschaft. Sie ermöglichte nicht nur ein effizienteres Durchführen der Ernten, sondern auch einen verbesserten Abtransport der landwirtschaftlichen Produkte hin zu den nationalen Märkten.

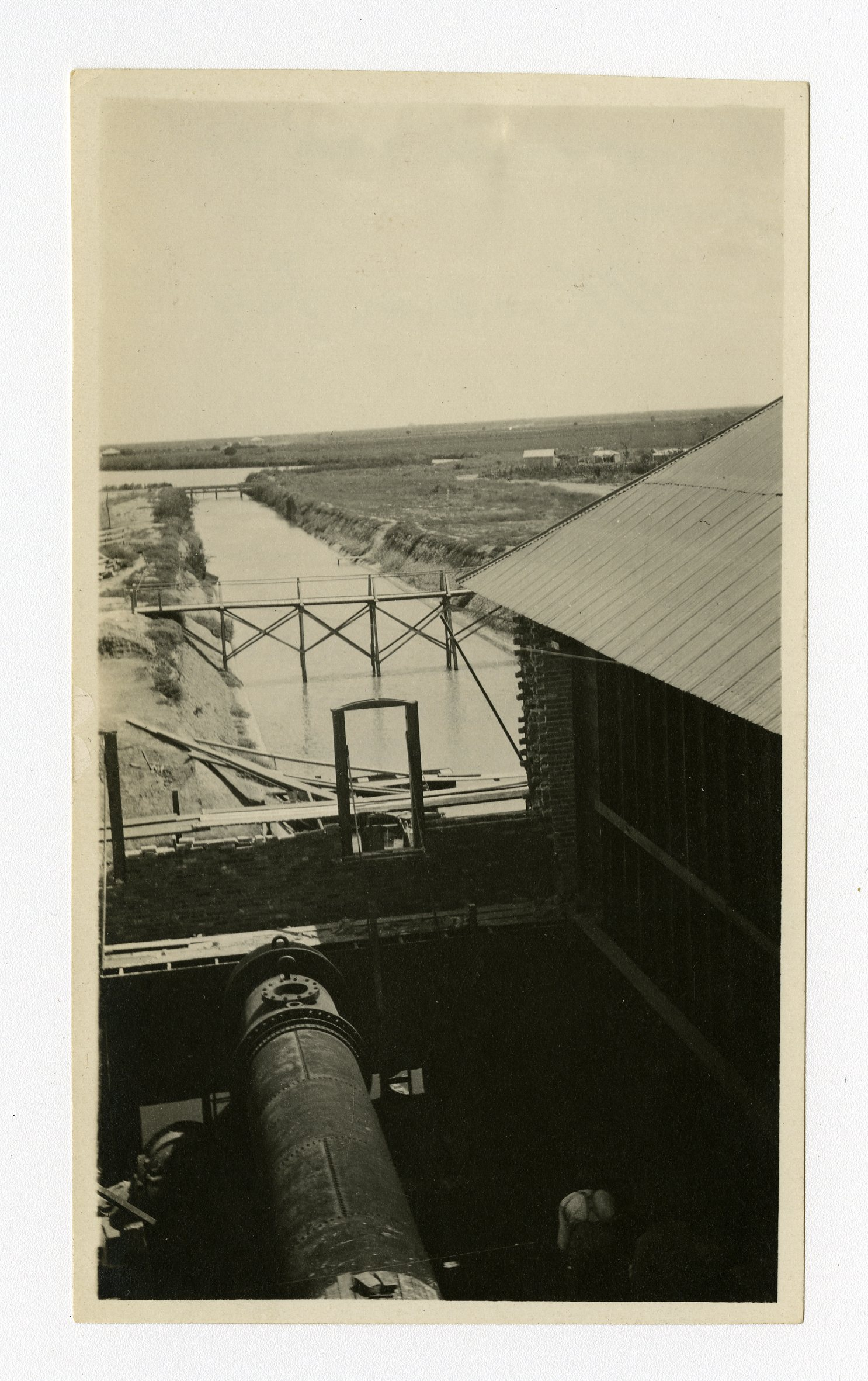
Wasserpumpe in Mission (1975)

Zwischen 1900 und 1920 strömten zahlreiche Neusiedler aus dem mittleren Westen sowie Investoren von der Ostküste in die Region. Die mit der neuen Entwicklung verbundenen Auseinandersetzung äußerten sich wirtschaftlich und kulturell-ethnisch. Wirtschaftlich äußerte sie sich als Konflikt zwischen (meist alteingesessenen, zum Teil hispanischstämmigen) Rinderzüchtern und (neu hinzugezogenen, in der Regel angelsächsischen) Farmern. In Willacy County wurde dieser Konflikt durch eine territoriale Neukonstituierung des Countys gelöst, in dessen Zug die von Farmern besiedelte südliche Hälfte von Cameron County abgezweigt und das Gros des ursprünglichen County-Territoriums dem nördlich gelegenen Kenedy County zugeschlagen wurde.
Ähnlich verlief die Entwicklung in Starr County, wo sich der nördliche (Viehzüchter-)Teil als Brooks County neu konstituierte. Ein Konfliktpunkt, der in der ganzen Region Auswirkungen zeigte, war zunehmende ethnische Separierung der betroffenen Countys. Anders als die Anglo-Zuzügler zuvor waren die neuen Farmer wenig bereit, sich an die hispanisch geprägte Kultur des Landstrichs anzupassen. In der Folge etablierten sich zunehmend ethnisch getrennte Schulen, Wohnviertel und Kirchen. Besonders ausgeprägt verlief diese Entwicklung in Hidalgo County, wo die neuen Ansiedler eine Reihe ethnisch durchsegregierter neuer Städte gründeten wie zum Beispiel Pharr und Weslaco.
Verschärft wurden die Spannungen zwischen angelsächsischen Neusiedlern und der hispanischen Bevölkerungsmehrheit durch Fluchtbewegungen infolge der Mexikanischen Revolution sowie dem zeitweiligen Status der Region als Aufmarschgebiet von US-Streitkräften im Zug der Pershing-Operation 1916/17. Ein parallel stattfindendes Ereignis war der sogenannte Banditenkrieg. Auslöser war ein Banditenüberfall auf einen Zug der St. Louis, Brownsville & Mexico Railroad am 18. Oktober 1915. Der Banditenkrieg 1915/16, in dem neben Einheiten der Texas Rangers auch Armeeeinheiten aus Pershings Expeditionskorps teilnahmen, wurde mit großer Brutalität geführt und hatte unter anderem eine Reihe von Lynchmorden an Unbeteiligten zur Folge.
Zusätzlich angeheizt wurde die Stimmung beidseits der Grenze durch Gerüchte über einen angeblichen „Plan von San Diego“. Die Geschichte wurde von US-amerikanischen Medien begierig verbreitet und verbreitete die Behauptung, die mexikanische Regierung unter Venustiano Carranza verfolge den Plan, in den amerikanischen Südwest-Bundesstaaten einen hispanischen Volksaufstand anzuzetteln. Das über weite Perioden angespannte Verhältnis zwischen den beiden Grenz-Anrainerstaaten hatte mitunter skurrile Auswirkungen – beispielsweise für die Gemeinde Rio Rico, die durch Veränderung des Rio-Grande-Verlaufs auf die Südseite des Flusses geraten war. Der Ort, dessen rechtliche Situation plötzlich unklar war, avancierte zeitweilig zu einem logistischen Verbindungspunkt zwischen örtlichen Kriminellen und der Chicagoer Mafia. Obwohl er sich schon seit geraumer Zeit auf der „mexikanischen“ Flussseite befand, traten ihn die USA erst 1970 formell an Mexiko ab.
In den 1940er-Jahren hatte sich die kommerziell betriebene Form der Landwirtschaft voll etabliert. Flankierend hinzu kamen Verarbeitungsindustrien, Zulieferer sowie Marketing-Agenturen. Anbau-Schwerpunkte waren (und sind) Gemüse, Mais, Kohl, Karotten, Kartoffeln, Rüben, grüne Bohnen, Zwiebeln und Baumwolle. Zur wichtigsten Kulturpflanze avancierten Zitrusfrüchte. Die kommerzielle Zitruskultur wurde 1904 einführt und hielt sich trotz schwerer Frostzone#Frostperioden in den Jahren 1949, 1951, 1961, 1983 und 1989. Während des Zweiten Weltkriegs fungierte die Region als wichtiges landwirtschaftliches Nahrungs-Versorgungszentrum. Seit Kriegsende entwickelten sich die sogenannten Wintertexaner zunehmend zu einem weiteren Wirtschaftsfaktor – Urlauber aus dem Norden sowie Rentner, die durch das ganzjährig milde Klima in die Region gelockt wurden. Flankierend hinzu kamen schließlich Erdöl, Erdgas sowie Braunkohle: Speziell in dem westlichsten Bezirk, Starr County, wurden in den 1930ern bedeutende Erdöl- und Erdgas-Vorkommen entdeckt und mit ihrem Abbau begonnen.

### Ab 1950

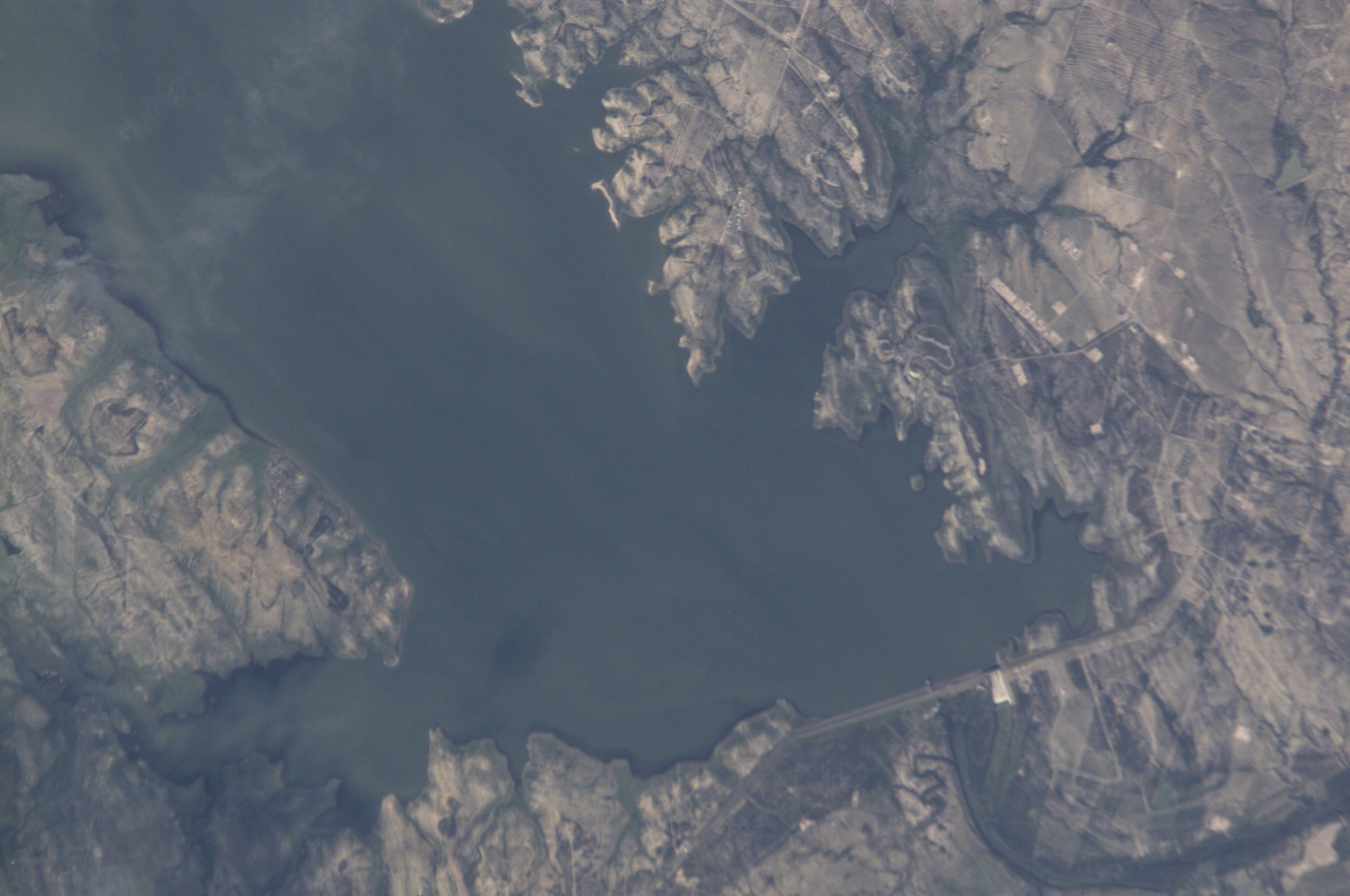
Falcon Staudamm (Luftaufnahme)

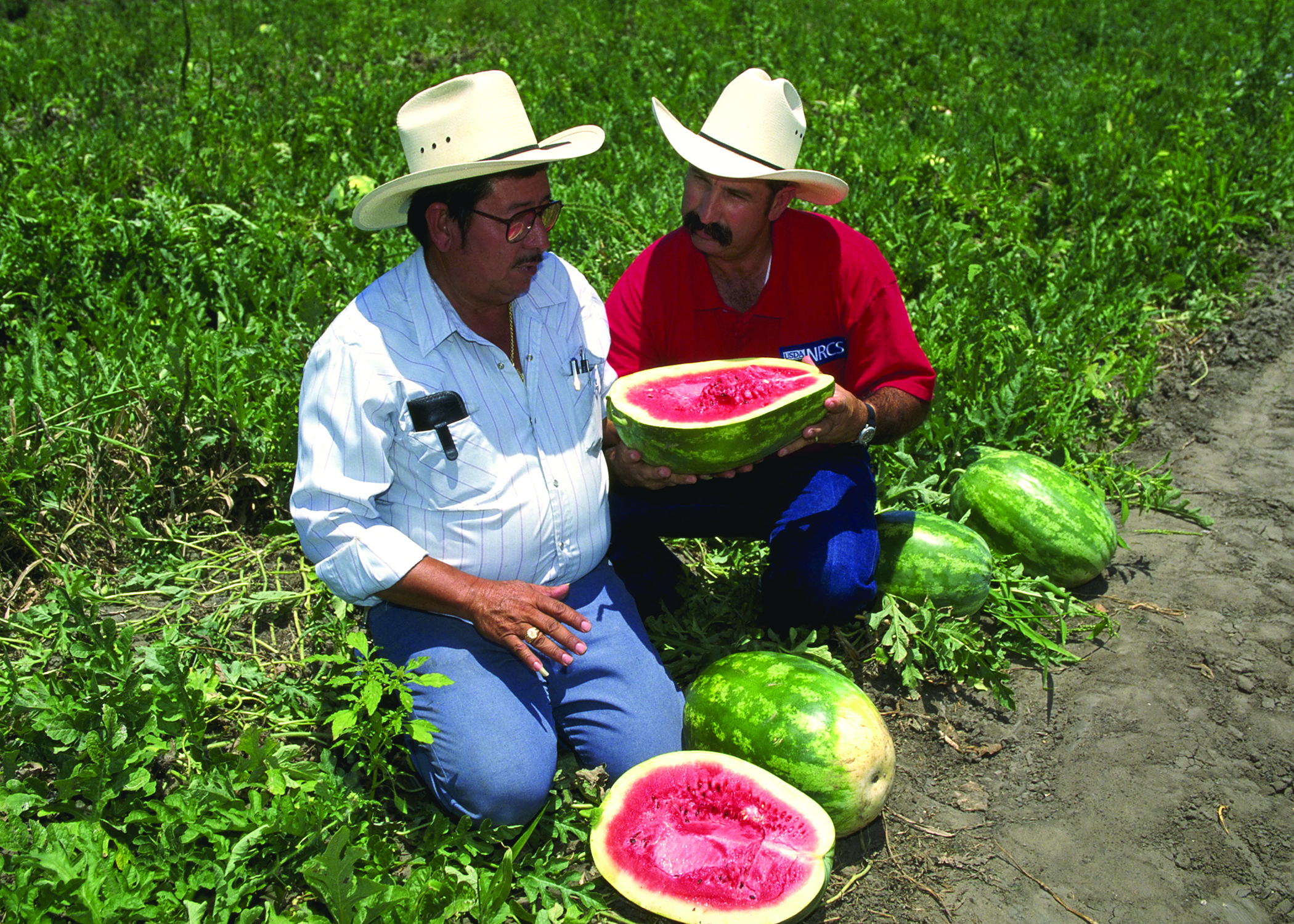
Prüfung geernteter Melonen (Willacy County)

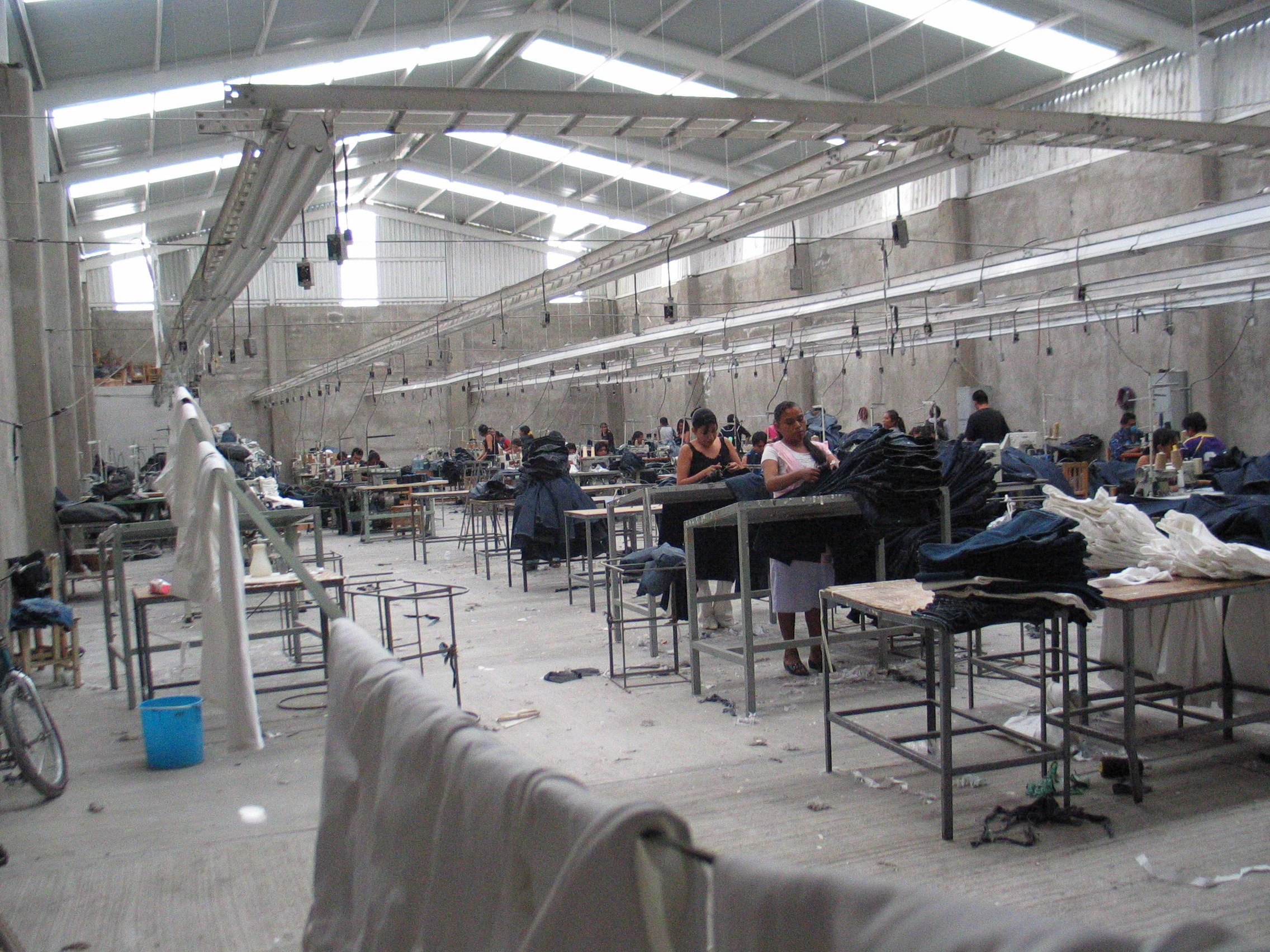
Maquila in Mexiko

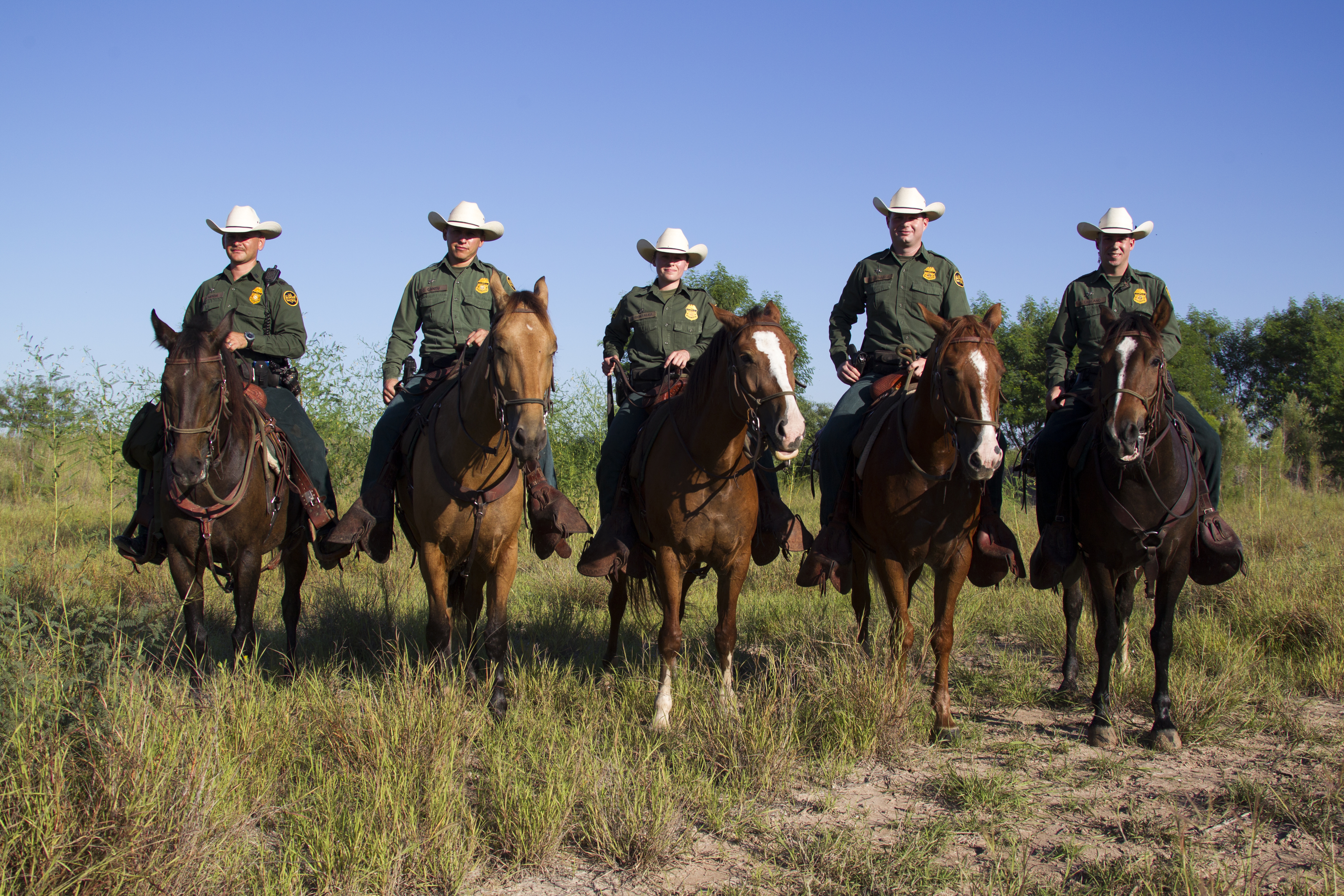
Angehörige der Border Patrol (nahe McAllen)

Veränderungen unterlag in der zweiten Hälfte des 20. Jahrhunderts auch der Flussverlauf des Rio Grande. Im Oktober 1953 weihten US-Präsident Eisenhower und der mexikanische Präsident Adolfo Ruiz Cortines den Falcon-Staudamm ein. Der westlich an das Starr County angrenzende und 338 Quadratkilometer große Stausee entstand in Folge einer Vereinbarung zwischen den Vereinigten Staaten und Mexiko, Wasserversorgung, die landwirtschaftliche Bewässerung, den Hochwasserschutz sowie die Wasserreserven-Nutzung in den Grenzregionen besser zu koordinieren. Verwaltet wird das Falcon Reservoir durch eine von beiden Staaten unterhaltene Behörde – die International Boundary and Water Commission. Die fortschreitende Einhegung des Rio Grande führte – zusammen mit der allgemeinen Trockenheit in der Region – nicht nur zu einem deutlich geringeren Wasservolumen des Flusses. Der Wasseraustausch zwischen den (wasserreichen) USA und dem (wasserarmen) Mexiko sorgte seit der Jahrtausendwende zunehmend für Zwistigkeiten. Der Grund: Mexikos Wasserschulden aufgrund nicht eingehaltener Liefermengen – ein Volumen, welches der Washington Post zufolge 2014 knapp 500 Milliarden Liter betrug.
Die restriktiven, die hispanische Bevölkerungsmehrheit ausgrenzenden Segregationsmechanismen hielten sich bis weit in die zweite Hälfte des 20. Jahrhunderts. Mit der Zeit wurden sie allerdings durch gegenläufige Tendenzen allmählich abgeschwächt oder aufgehoben. Ein gegenwirkender Faktor war die zunehmend an Einfluss gewinnende Bürgerrechtsbewegung der Hispanics – ein Faktor, der in der Anfangsphase zu neuerlichen ethnischen Konflikten führte. So wurde im Juni 1966 ein Baumwollpflücker-Streik in Starr County unter aktiver Beteiligung des örtlichen Sheriff Department niedergeschlagen – mittels der Heranführung von Streikbrechern aus Mexiko. 1971 sorgten die Pharr Riots für Furore – ein Aufstand in der gleichnamigen Stadt, der von rassistischen Übergriffen der örtlichen Polizei mit ausgelöst wurde. In Cameron County wurden die Segregationszustände aufgrund verstärkter Aktivitäten der Hispano-Bürgerrechtsbewegung großteils nivelliert. Letzte Spuren getrennter Schulen wurden in den 1970ern beseitigt. Eine Folge der nicht mehr existenten ethnischen Separation ist die wachsende Zahl von Hispanics, die seither in politische Ämter aufgerückt ist.
Seit den 1980er-Jahren erfolgte ein neuer rapider Anstieg der Bevölkerungszahl. Auslöser war unter anderem die Migration aus den von Bürgerkriegen betroffenen Ländern Zentralamerikas. In der Folge der – legalen wie illegalen – Migration nahm die Anzahl der sogenannten Colonias im Valley-Gebiet stark zu. Hierbei handelte es sich um teils bereits schon länger bestehende, meist ad hoc errichtete Siedlungen, die oftmals nicht über Strom und Wasser verfügen. Besondere Spots dieser Siedlungen sind in Cameron County die Region um Harlingen. In Hidalgo County wurden 1986 366 Colonias gezählt. Anders als in anderen Regionen von Texas, in denen die Missstände seit den 1980ern verstärkt angegangen wurden, wurde diese Entwicklung im Valley lange Zeit verschleppt. Als möglicher Grund hierfür wurde die abseits gelegene, versteckte Lage vieler dieser Ansiedlungen ausgemacht. In den späten 1980er Jahren machten Missstände aufgrund fehlender sanitärer Einrichtungen Furore – vor allem hohe Raten von Ruhr, Hepatitis und Tuberkulose.
Ein weiteres mit der Migration verbundenes Problem sind die zwischen Mexiko und den USA eingerichteten Freihandelszonen und die dort betriebenen Maquiladoras. Lange Zeit hatten sie insbesondere unter Kritikern den Ruf als Fly-by-Night-Sweatshop-System, welches ohnmächtige junge Mexikanerinnen ausnutze. Ab den 1980ern investierten auch US-Unternehmen zunehmend in diesen Sektor. Waren lange Zeit Zulieferaufgaben für die Automobilindustrie der Schwerpunkt, kommen bei der zweiten, aktuellen Maquila-Generation zunehmend moderne Automatisierungstechniken, Just-in-time-Abläufe sowie Qualitätsmanagement-Workflows zum Zug. Ungeachtet der erfolgten wirtschaftlichen Diversifizierung gelten die Countys des Rio Grande Valley weiterhin als arm. Verschärft werden die Probleme durch den Grenzbau zu Mexiko entlang des Rio Grande. Verzeichnete bis 2011 der Mittelteil der Grenze im Border Patrol-Bereich Tucson/Arizona die meisten Toten aufgrund gescheiterter Migrationsversuche, werden diese in der Sektion Rio Grande Valley zwischenzeitlich übertroffen (2012 und 2013: jeweils um die 150 Tote).
Als grenznahe Region wird das Gebiet darüber hinaus auch vom Drogenhandel der mexikanischen Narco-Kartelle in Mitleidenschaft gezogen – ein Faktor, dessen Auswirkungen immer wieder für Schlagzeilen sorgen. Das Magazin Texas Monthly beschrieb bereits 1977, wie sich der grenzübergreifende Marihuana-Schmuggel im abgelegenen und notorisch armen Starr County zu einem ökonomischen Faktor entwickelte. Ein besonders dramatischer Vorfall ereignete sich 2010, als Kommandos des Golf-Kartells die südlich der Grenze gelegene Stadt Mier überfielen und dort exemplarische Hinrichtungen vornahmen. Nach Androhungen der konkurrierenden Zetas, wiederzukommen und die Loyalität der örtlichen Bevölkerung einer Überprüfung zu unterziehen, setzte eine Massenflucht ein, die auch die nahegelegenen Ortschaften in Starr County in Mitleidenschaft zog. Die Gemeinde Roma–Los Saenz war insofern auch unmittelbar betroffen, als dass Stadtbewohner bei dem Massaker in Mier mit ums Leben gekommen waren.
Auf Kritik in der Region stoßen darüber hinaus auch die Bemühungen von US-Präsident Donald Trump, die Grenzbefestigungen in Richtung Mexiko zu erweitern und restriktiver gegen illegale Migration vorzugehen. Chad Richardson, ehemaliger Historiker an der University of Texas–Pan American, brachte die besondere Situation an der Grenze mit folgenden Worten zum Ausdruck: „Internationale Grenzen schaffen oft ungewöhnliche Situationen. Wenige Situationen sind ungewöhnlicher als die am südlichen Ende der Grenze zwischen Texas und Mexiko. Diese Region, die in der Vergangenheit häufig umstritten war, hat sich weder als vollständig amerikanisch noch als vollständig mexikanisch herauskristallisiert.“

## Demografie und Politik
| Zensus | Cameron | Hidalgo | Starr  | Willacy | gesamt    |
| ------ | ------- | ------- | ------ | ------- | --------- |
| 1850   | 8.541   | –       | –      | –       | 8.541     |
| 1860   | 6.028   | 1.192   | 2.406  | –       | 9.626     |
| 1870   | 10.999  | 2.387   | 4.154  | –       | 17.540    |
| 1880   | 14.959  | 4.347   | 8.304  | –       | 27.610    |
| 1890   | 14.424  | 6.534   | 10.749 | –       | 31.707    |
| 1900   | 16.095  | 6.837   | 11.469 | –       | 34.401    |
| 1910   | 27.158  | 13.728  | 13.151 | –       | 54.037    |
| 1920   | 36.662  | 38.110  | 11.089 | –       | 85.861    |
| 1930   | 77.540  | 77.004  | 11.409 | 10.499  | 176.452   |
| 1940   | 83.202  | 106.059 | 13.312 | 13.320  | 224.516   |
| 1950   | 125.170 | 160.446 | 13.948 | 20.920  | 320.484   |
| 1960   | 151.098 | 180.904 | 17.137 | 20.084  | 369.223   |
| 1970   | 140.368 | 181.535 | 17.707 | 15.570  | 355.180   |
| 1980   | 209.727 | 283.229 | 27.266 | 17.495  | 537.717   |
| 1990   | 260.120 | 383.545 | 40.518 | 17.705  | 701.888   |
| 2000   | 335.227 | 569.463 | 53.597 | 20.082  | 978.369   |
| 2010   | 406.220 | 774.769 | 60.968 | 22.134  | 1.264.091 |

### Demografie

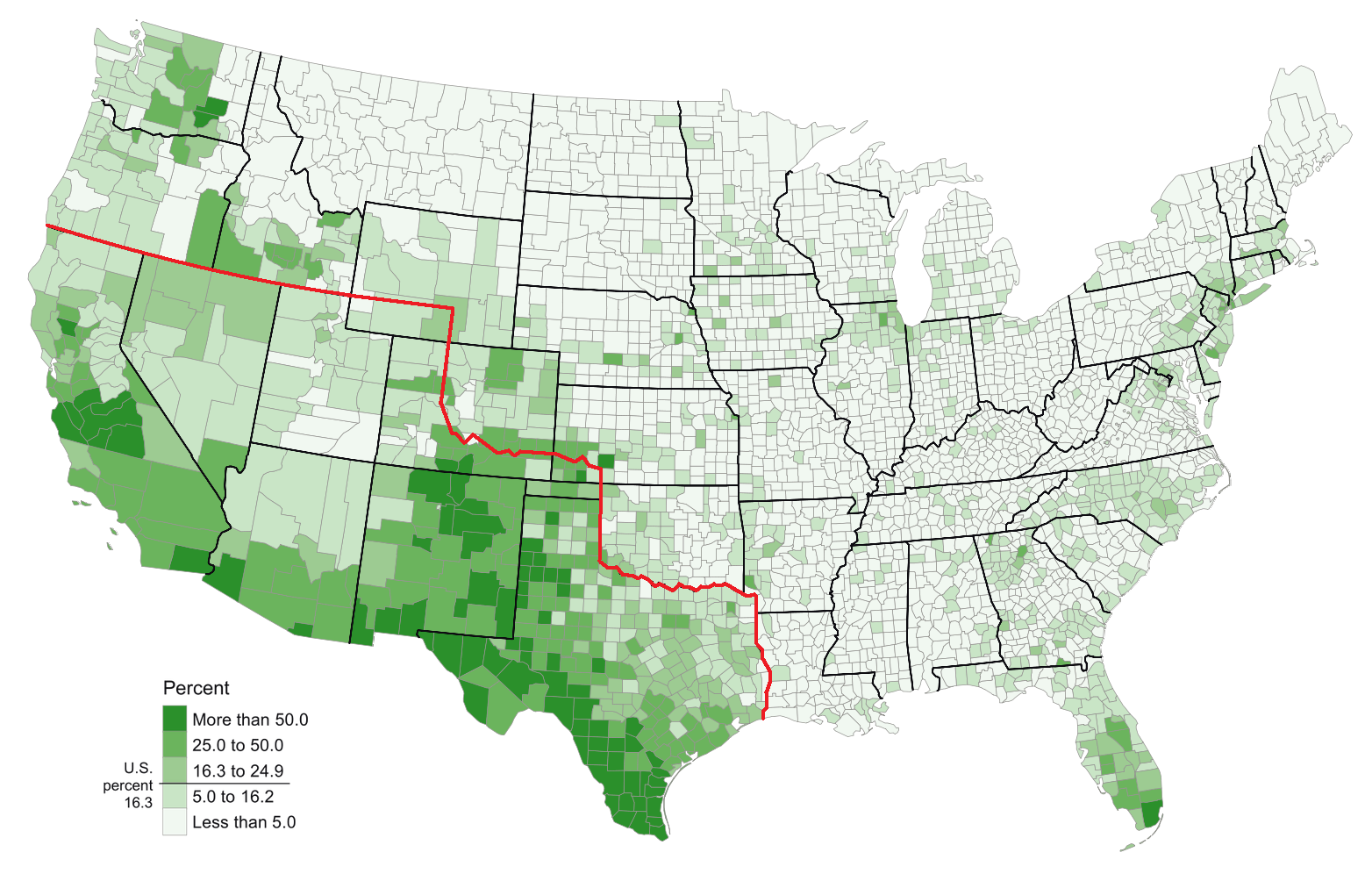
Hispanische Bevölkerungsanteile in den Vereinigten Staaten 2010 (rot markiert: mexikanische Grenze bis 1848)

Im Verlauf ihrer Geschichte erfuhr die Region Rio Grande Valley zweimal rasante Bevölkerungsanstiege: Der erste fand in der ersten Hälfte des 20. Jahrhunderts statt. In diesem Zeitraum erhöhte sich die Einwohnerzahl der zunächst drei, ab 1921 vier Countys von mehreren 10.000 Einwohnern auf rund 320.000. Nach einem Plateau in den zwei Nachkriegsjahrzehnten stieg die Einwohneranzahl in den 1970er- und 1980er-Jahren erneut stark an – auf rund 700.000 Einwohner im Jahr 1990. Die Zuwächse sind weiterhin überdurchschnittlich. Der Texas Alamanac 2018 listete die beiden Valley-Countys – Hidalgo und Cameron – auf den Plätzen 7 und 13 der einwohnerstärksten Countys in Texas.
Die Binnen-Bevölkerungsverteilung innerhalb der vier Landkreise fällt – speziell unter Berücksichtigung der größentechnisch nicht weit voneinander abweichenden Countygebiets-Flächen – deutlich ungleich aus. Die Berechnungen des US-Zensus 2017 weisen für das Gesamtgebiet eine Gesamt-Einwohnerzahl von 1.344.999 aus. 839.539 davon leben in Hidalgo County, 420.201 in Cameron County. In den beiden anderen Countys – Starr und Willacy – lebt mit 63.420 beziehungsweise 21.839 Einwohnern rund ein Sechzehntel der Gesamt-Einwohnermenge.
In Hidalgo County wohnt nicht nur deutlich mehr als die Hälfte aller Valley-Bewohner. Aufgrund seiner hohen Geburtenrate wurde der Landkreis schon im Jahr 1982 US-weit auf Platz 64 gelistet. Zum einwohnerreichsten Valley-County avancierte Hidalgo allerdings erst nach 1930. Bis dahin hatte diese Position das östlich gelegene Cameron County inne. Noch deutlicher fielen die Unterschiede im 19. Jahrhundert aus. Laut Angaben des US-Zensus hatten 1880 mehr als die Hälfte der Valley-Einwohner ihren Wohnsitz im Cameron County (knapp 15.000 von insgesamt rund 27.500).
Gemäß den Zensus-Zahlen 2017 gliederte sich die Gesamt-Einwohnerzahl der vier Valley-Countys wie folgt auf: 656.676 der insgesamt 1.344.999 Personen waren männlich, 688.323 weiblich. 905.014 Einwohner waren älter als 18 Jahre, 439.984 Einwohner Kinder oder Jugendliche, 150.078 älter als 65 Jahre. Der aus den vier Einzelzahlen herausinterpolierte Altersmedian beträgt 29,8 Jahre. Statistisch das „jüngste“ County ist Starr (28,8 Jahre), gefolgt von Hidalgo (28,9 Jahre). Das Medianalter in Willacy County liegt mit 33,4 Jahren deutlich über dem im Rio Grande Valley insgesamt, allerdings unter dem des Bundesstaats Texas (34,3 Jahre) sowie dem der Vereinigten Staaten (37,8 Jahre).
Wie in Südtexas insgesamt stellen Hispanics beziehungsweise Latinos den Löwenanteil der Bevölkerung. Laut Zensus-Zahlen 2017 rechneten sich 1.228.161 Einwohner beziehungsweise 91,3 % der Einwohnerschaft dieser Klassifikation zu. Mit 97.397 beziehungsweise 7,2 % sind Weiße die zweitstärkste Bevölkerungsgruppe. 10.738 Einwohner (0,8 %) charakterisierten sich als Asiaten, 5.248 (0,4 %) als Afroamerikaner und 1.118 (0,1 %) als nordamerikanische Indianer. 1.838 Personen (0,2 %) schließlich gaben an, mehr als zwei Ethnien anzugehören. Auch bei der ethnischen Zusammensetzung gibt es Unterschiede zwischen den einzelnen Countys. In Starr County stellen Hispanics beziehungsweise Latinos mit 99,2 % fast die einzige Bevölkerungsgruppe. In Willacy County hingegen ist der weiß-nichthispanische Bevölkerungsanteil mit 11,1 % deutlich höher als in den drei anderen Countys.
Deutliche Unterschiede zwischen den vier Countys wiesen auch die ökonomisch-sozialen Parameter der Zensuserhebung 2017 auf. Die höchsten Haushalts-Medianeinkommen wurden in den Countys Cameron und Hidalgo ermittelt (36.095 beziehungsweise 37.097 US-Dollar), die niedrigsten in Willacy County und Starr County (29.104 beziehungsweise 27.133 US-Dollar). Die Vergleichswerte für den Bundesstaat sowie die USA insgesamt betrugen 57.051 und 57.652 US-Dollar. Deutlich höhere Prozentzahlen erzielten die vier Valley-Countys bei den Faktoren Armut und nicht vorhandene Krankenversicherung. Die Werte für Personen, die statistisch gesehen in Armut leben, betrugen für die vier Countys Cameron, Hidalgo, Starr und Willacy 31,4 %, 28,9 %, 28,8 % und 33,4 %. Die Werte für Texas und die Vereinigten Staaten insgesamt: 14,7 % und 12,3 %. Die Anteile Personen ohne Krankenversicherung betrugen für die vier Countys 29,5 %, 29,7 %, 28,2 % und 22,8 %. Werte für Texas und die Vereinigten Staaten hier: 18,2 % und 10,5 %.

### Politik

Ergebnisse der US-Präsidentenwahl 2016 in Texas

Der hispanisch geprägte Süden von Texas ist traditionell eine Hochburg der Demokratischen Partei – anders als der Rest des Bundesstaats, der bei sämtlichen Präsidentschaftswahlen seit 1980 konstant republikanische Kandidaten bevorzugte. In den vier Rio Grande Valley-Countys fallen die Ergebnisse für demokratische Bewerber selbst für Gesamtregionsverhältnisse meist überdurchschnittlich aus. Lediglich die Präsidentschaftswahl 1972 war hier eine Ausnahme: In drei der vier Valley-Countrys votierten die Wähler mehrheitlich für den Republikaner Richard Nixon. Lediglich in Starr County erhielt Nixons Gegenkandidat George McGovern über 60 Prozent der Stimmen. Texas-weit bereits eher ein vereinzeltes Highlight, wurde dieser Wert lediglich von 85,7 Prozent in Duval County übertroffen – einem weiter nördlich gelegenen Landkreis, der ebenfalls zu der mehrheitlich von Hispanics bewohnten Region Südtexas zählt.
Mehrheitlich demokratisch votierten die Wähler des Rio Grande Valley auch bei den Präsidentschaftswahlen 2016. Donald Trump erhielt in den vier Countys Cameron, Hidalgo, Starr und Willacy 32 %, 27,9 %, 18,9 % und 30,4 %, Hillary Clinton hingegen 64,5 %, 68,1 %, 79,1 % und 67,1 % (Vergleichswerte Texas: 52,1 % zu 43,1 %). Auch bei den zurückliegenden Präsidentschaftswahlen lagen die demokratischen Stimmanteile deutlich über der Fünfzig-Prozent-Marke. Bezogen auf die vier Einzelcountys äußert sich die Präferenz für demokratische Kandidaten allerdings in stark abgestufter Form. Während im relativ abseits gelegenen Starr County Werte über 75 Prozent für die Demokraten (bei einzelnen Wahlen sogar über 85 Prozent) keine Seltenheit sind, votierten die Wähler in Cameron County in drei Präsidentschaftswahlen für die Kandidaten der Republikaner – 2004 (George W. Bush gegen John Kerry), 1984 (Ronald Reagan gegen Walter Mondale) und 1972 (Richard Nixon gegen George McGovern). Die beiden Countys Hidalgo und Willacy liegen ungefähr in der Mitte zwischen den beiden beschriebenen Polen. Texasweit das beste Stimmergebnis fuhr 1960 John F. Kennedy ein: Die Wähler in Starr County votierten für ihn mit einer fast einhelligen Mehrheit von 93,5 Prozent.
Verglichen mit Gesamt-Texas unterdurchschnittlich punkten konnten Kandidaturen abseits der beiden Großparteien. Der Texaner Ross Perot etwa erzielte 1992 texasweit einen Stimmanteil von 22,1 %. In den vier Valley-Countys hingegen stimmten lediglich die Wähler des Willacy County in zweistelliger Prozentanzahl für ihn (11,8 %). Ein ähnliches Ergebnis hatte die Kandidatur des rechtskonservativen Südstaaten-Demokraten George Wallace, der 1968 für die American Independent Party antrat: Während Wallace texasweit auf 19 Prozent der Stimmen kam, blieben seine Ergebnisse im Valley im einstelligen Bereich. Ausnahme auch hier: Willacy County. Hier belief sich der Anteil an Wallace-Stimmen auf 12,8 Prozent.
Zuständige Wahlbezirke für das US-Repräsentantenhaus sind die Distrikte 28, 15 und 34. Aufgrund der beschränkten Anzahl texanischer Bundesparlaments-Abgeordneter reichen alle drei weit nach Norden und decken über das Rio Grande Valley hinausgehend weitere Gebiete von Südtexas mit ab. Vertreten sind die drei Distrikte durch die demokratischen Abgeordneten Henry Cuellar (Distrikt 28), Vicente Gonzales (Distrikt 15) und Filemon Vela (Distrikt 34). Die Wahlbezirke für das Repräsentantenhaus von Texas sind entsprechend kleinteiliger zugeschnitten. Etwas vergröbert dargestellt ist der derzeitige Wahlbezirk 31 für die Countys Starr und Willacy zuständig, die Bezirke 35, 36, 39, 40 und 41 für Hidalgo County und die Bezirke 37 und 38 für Cameron County. Ende 2018 waren die Mandatsträger für die aufgeführten Bezirke die Abgeordneten Ryan Guillen, Oscar Longoria, Sergio Muñoz, Armando Martinez, Terry Canales, Robert Guerra, René Oliveira und Eddie Lucio III. Alle aufgeführten Abgeordneten gehörten der Demokratischen Partei an.

## Wirtschaft, Soziales und Bildung

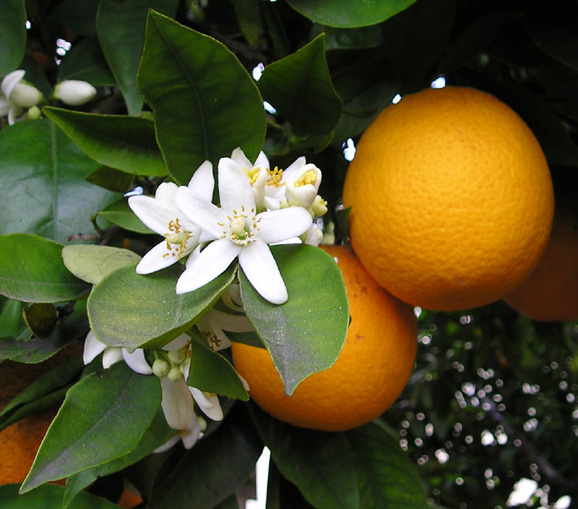
Landwirtschaftliches Hauptprodukt: Zitrusfrüchte

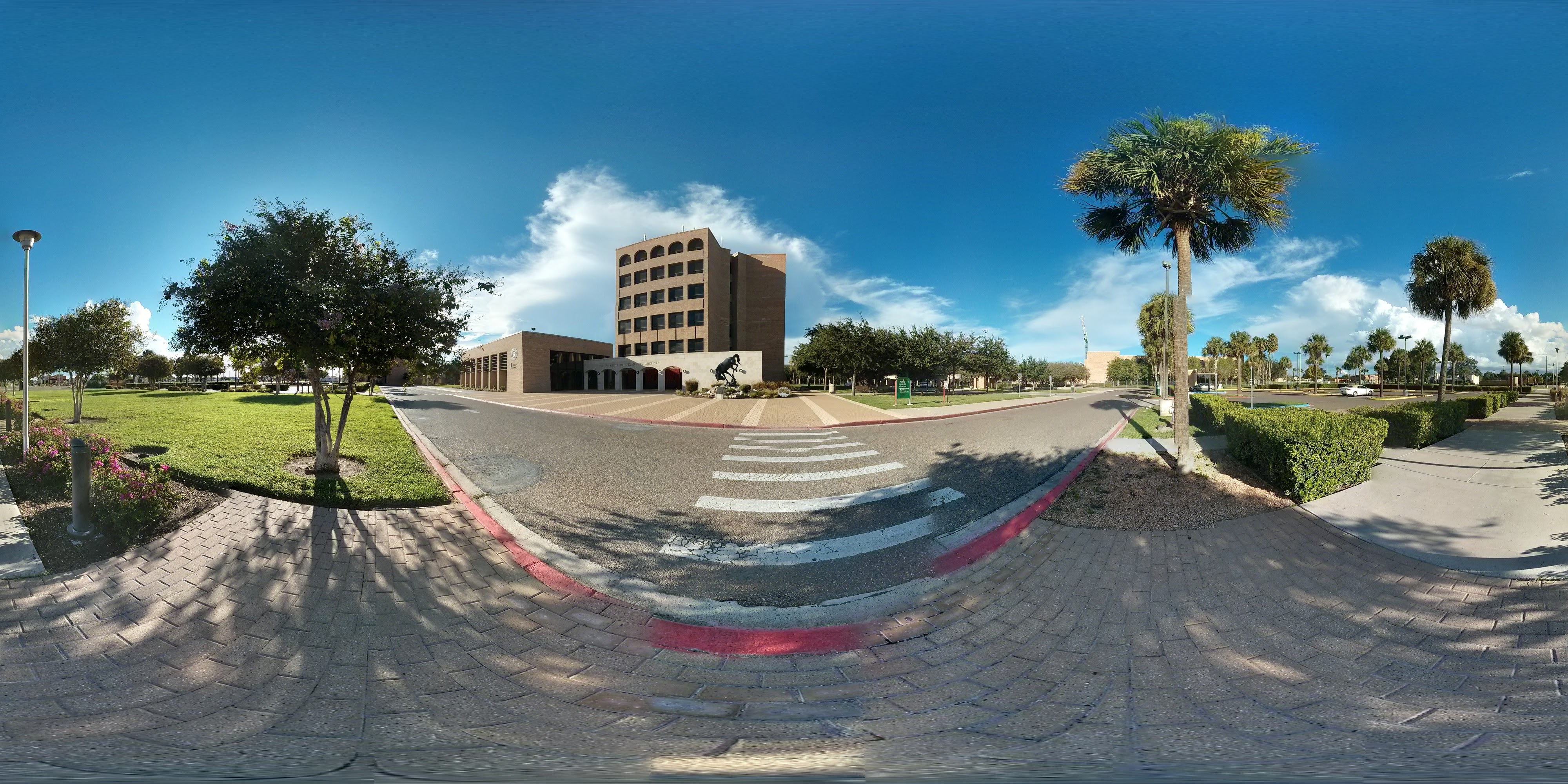
University of Texas–Pan American in Edinburg (360°-Ansicht)

Die Agrarwirtschaft war bis in die 1990er-Jahre hinein die Hauptstütze der regionalen Wirtschaft. Die wichtigsten Anbaukulturen sind Baumwolle, Getreide, Sorghum und Zuckerrohr; hinzu kommen mit regionalen Schwerpunkten Gemüse, Zwiebeln (Willacy County) und Zitrusfrüchte (Hidalgo County). In Sachen Zitrusfrüchte ist Texas drittgrößter Produzent der USA; ein Großteil davon kommt aus dem Rio Grande Valley. Rinder und Schweine werden ebenfalls in beträchtlicher Anzahl gezüchtet. Im Detail sehen die wirtschaftlichen Schwerpunkte wie folgt aus:
- Cameron County: Agrarwirtschaft, Tourismus, Verarbeitung, Versand, Fang und Verarbeitung von Meeresfrüchten und kommunale Dienstleistungen[65]
- Hidalgo County: Agrarwirtschaft, Lebensmittelverarbeitung und Schifffahrt, andere Dienstleistungen im Agrarbereich, Tourismus sowie Förderung von Bodenschätzen[66]
- Starr County: Gemüseverpackung, sonstige Agrarwirtschaft, Erdölverarbeitung, Tourismus und kommunale Dienstleistungen[67]
- Willacy County: Agrarwirtschaft, Erdölförderung und kommunale Dienstleistungen.[11]

Die Förderung von Erdöl und Erdgas spielt in der Region eine zunehmend wichtige Rolle. 2004 wurden in Hidalgo County mehr als 2.770.000 Barrel Erdöl gefördert sowie 234 Milliarden Kubikfuß Erdgas. Der Texas Almanac 2018 listete die Countys Hidalgo und Starr auf den Plätzen 5 und 11 der führenden erdgasfördernden texanischen Countys. Starr County wurde dabei zusätzlich als in beträchtlichen Mengen erdölförderndes County vermerkt. Geografisch ziehen sich die entdeckten Erdöl- und Erdgasfelder als Streifen quer durch die vier Countys – wobei die ausgemachten Felder im zentralen und nördlichen Hidalgo County sowie im östlichen Teil des Starr County eine besondere Dichte ausweisen.
Die Arbeitslosenquote in den vier Countys beträgt 7,3 % (Cameron), 9,9 % (Hidalgo), 14,1 % (Starr) und 11,5 % (Willacy). Als arm gelten vor allem die beiden Countys Hidalgo und Starr. Das Handbook of Texas Online klassifizierte das Dilemma des bevölkerungsreichsten Valley-County Hidalgo dahingehend, dass der Landkreis zwar reichlich über Arbeitskraft-Ressourcen verfüge, andererseits jedoch gerade dadurch auch einer der ärmsten der USA sei. Der Chicano-Aktivist Baltazar Acevedo führt als Ursache vor allem Probleme im Bereich Integration auf. Hauptursachen für die Benachteiligung des hispanischen Bevölkerungsanteils seien vor allem die Hürden der Einwanderung, geringe Bildungsabschlüsse auf allen Bildungsstufen, die isolierte Situation in den Colonias, geringe beziehungsweise schlecht bezahlte Beschäftigung, gesundheitliche Ungleichheiten, Entrechtungen bei Wahlen, Korruption sowie das Fehlen visionärer Führer.
Die dreigliedrige Schulversorgung mit Elementary-, Middle- und High Schools wird von insgesamt 34 Unified School Districts (USD) gewährleistet – wobei auch bevölkerungsarme Gebiete wie der Norden von Starr County über einen eigenständigen Schulbezirk verfügen. Das Hochschul- und Universitätsangebot konzentriert sich in den beiden Countys Cameron und Hidalgo. Klassische Universitäten sind die University of Texas–Pan American in Edinburg (mit einem Ableger in Brownsville) und das South Texas College in McAllen. Kleinere, von privaten Anbietern betriebene Einrichtungen sind das Kaplan College in McAllen und das Southern Careers Institute in Harlingen und Brownsville. Die Gesamtanzahl der Graduierten in den beiden Countys belief sich 2018 auf knapp 15.000 – wobei Hidalgo County mit 11.688 den Hauptanteil stellte. In beiden Countys stellten Frauen den überwiegenden Anteil an Studierenden. Überdurchschnittlich hoch aus fiel die Anzahl der Bachelor-Abschlüsse in den Bereichen Kommunikationswissenschaften (Cameron) und Umweltwissenschaften (Hidalgo).

## Kultur

### Kultur des Rio Grande Valley

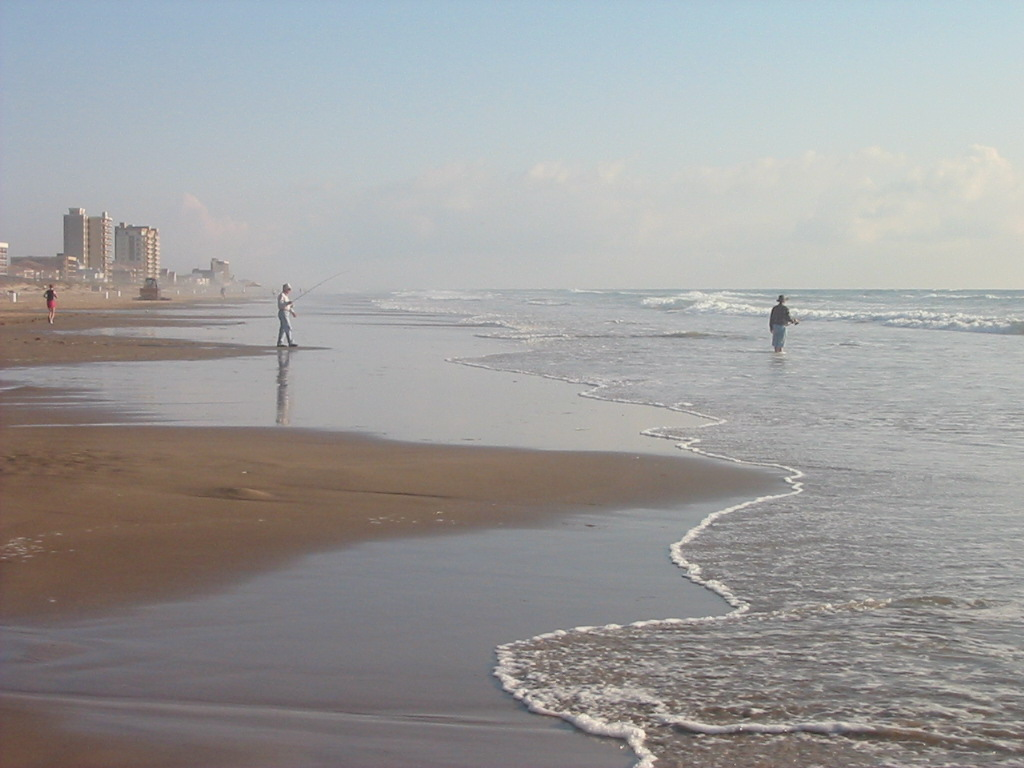
Strand auf South Padre Island

Die spezielle Kultur des Rio Grande Valley ist in Betrachtungen über die Region ein stetig wiederkehrendes Moment. Die Dokumentarfilmerin und Ethnologin Jeanette Erazo Heufelder etwa begründete in ihrem Buch Welcome to Borderland die besondere Identität der Valley-Bewohner mit der historischen Entwicklung des Landstrichs. Die Willkür der gezogenen Grenzen bemerke man unter anderem an bestimmten Details: etwa dem Umstand, dass Stadtgründungen nördlich des Rio Grande oftmals älter seien als die benachbarten Zwillingsgemeinden auf der südlichen Flussseite – weswegen letztere oftmals die Zusatzbezeichnung „Nuevo“ im Namen tragen. Tom Miller, Autor eines Readers über die amerikanisch-mexikanischen Grenzgebiete, charakterisierte die Grenzregion als ein Drittland – weder den USA noch Mexiko wirklich angehörig. Laut Miller gehorche es „(…) seinen eigenen Gesetzen und hat seinen eigenen Typus an Kriminellen, seine eigenen Polizeibeamten und seine eigenen politischen Entscheidungsträger. Das Essen, die Sprache und die Musik sind etwas Besonderes. Sogar seine wirtschaftliche Entwicklung ist einzigartig. Es ist eine Kolonie für sich, lang und eng, die von zwei weit entfernten Mächten (Mexiko und den Vereinigten Staaten) beherrscht wird.“
Die Auswirkungen dieser Entwicklung werden unterschiedlich gesehen. Ivo Slavic, Professor an der UT-PanAm, konstatiert einerseits, dass das Valley der einzige Ort in Amerika sei, an dem sich Latinos zu Hause fühlen, wo sie in der Mehrheit sind. Andererseits führe eben diese Situation zu Vorbehalten gegenüber Veränderungen. Slavic: „Sie sind froh darüber, was sie sind und wissen gar nicht, wie klein ihre Welt ist.“ Das 1997 in der britischen Wochenzeitung The Economist erschienene Valley-Portrait, in dem Slavics kritische Anmerkungen wiedergegeben wurden, machte darüber hinaus deutliche Unterschiede aus zwischen den östlichen, prosperierenden Rändern der Valley-Region und dem westlichen Ende: Während die Stadt Roma (Starr County) bis heute wirke wie ein Ort aus einem Italowestern, sei South Padre Island (Cameron County) reich und westlich geprägt. In Roma hätten die Landwirte Schwierigkeiten, die Zahlungen für ihre gebrauchten Pick-ups zu leisten. In South Padre Island hingegen bezahlten die Bewohner für Jet-Skis mit Bargeld, und die Skyline, welche von Hotels geprägt sei, erinnere an die von Miami.

### Musik

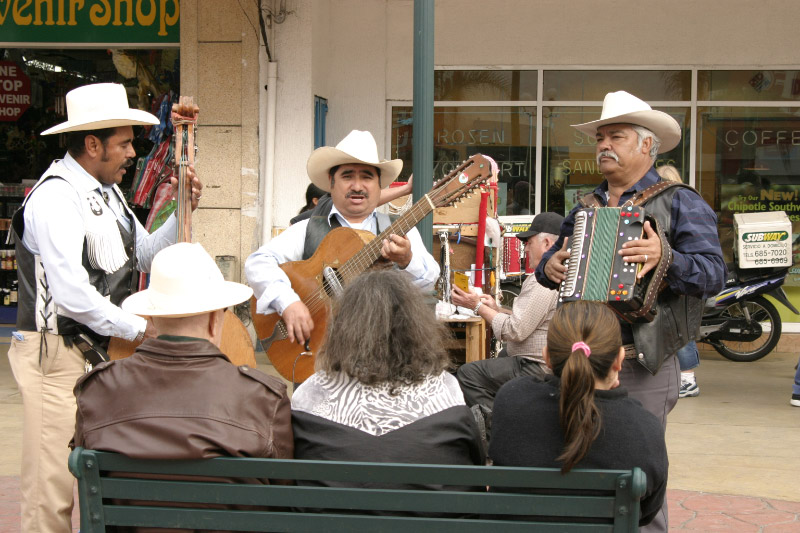
Traditionelle Norteño-Kapelle

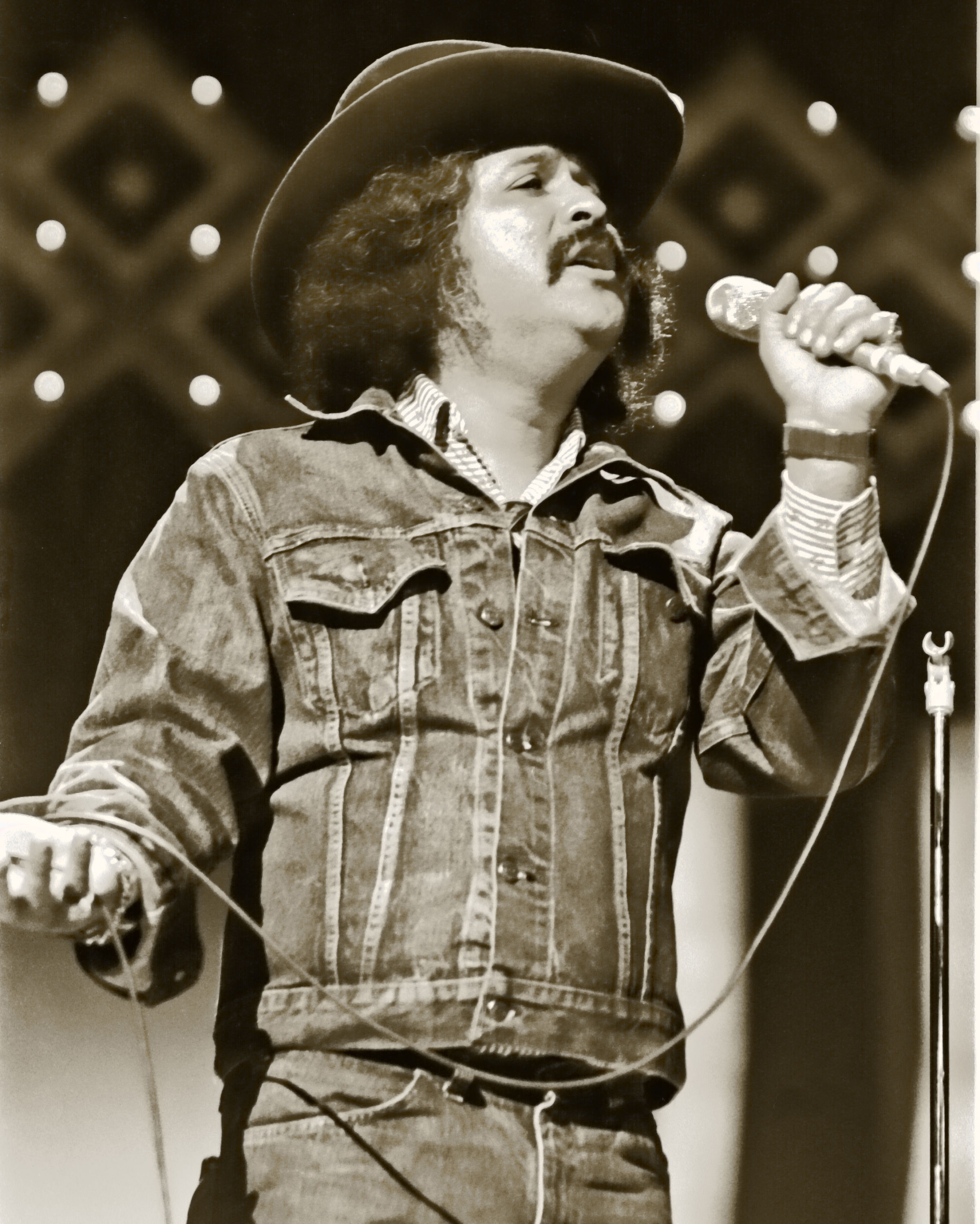
Freddy Fender (1977)

Die gängigen amerikanischen Popularmusikstile – Mainstream-Pop, Country, R&B und Hip-Hop – werden zwar auch in der Grenzregion konsumiert. Über diese hinausgehend spielen im Valley einige speziellere Richtungen eine große Rolle. Neben den allgemeiner ausgerichteten Genres Latin sowie Tejano beziehungsweise Tex-Mex sind dies vor allem Norteño, Corridos sowie Conjunto. Norteño ist dabei gleichfalls ein Oberbegriff – für unterschiedliche mexikanische Musikrichtungen, welche eben auf eine in Nordmexiko typische Art und Weise gespielt werden. Ebenfalls ein Oberbegriff sind Corridos – hier für eine bestimmte, Mexiko-spezifische Liedform. Am ehesten vergleichbar mit Bänkelsongs, thematisieren Corridos oftmals das Leben der Underdogs und Ausgestoßenen. Ein Subgenre sind die sogenannten Narcocorridos – Musikstücke, welche die Welt der Drogenkartelle glorifizieren und in der Praxis eine dem Gangsta-Rap vergleichbare Funktion innehaben.
Der dritte populäre Musikstil in der Region ist Conjunto. Hierbei handelt es sich um eine spezifisch südtexanische Tex-Mex-Spielweise, in welcher das Akkordeon eine tragende Rolle spielt. Akkordeons wurden in Südtexas von böhmischen und deutschen Einwanderern eingeführt, welche sich in der texanisch-mexikanischen Großregion niederließen. Teilweise an der Entwicklung der Brauereiindustrie in der nordmexikanischen Metropole Monterrey maßgeblich beteiligt, brachten die mitteleuropäischen Immigranten spezifische europäische Liedformen mit in die südtexanische Region wie zum Beispiel die Polka. Ein populärer Sänger aus der Region war der 2006 verstorbene Freddy Fender. Fender, der unter anderem mit Flaco Jiménez und Doug Sahm von Sir Douglas Quintet die Formation Texas Tornados begründete, kombinierte in seiner Musik Rock- und Country-Musik mit den speziellen Musikstilen der Region.

### Medien
Obwohl von der Ausdehnung her vergleichsweise klein, haben sich im Valley eine Reihe unterschiedlicher Medien etabliert. Der Brownsville Herald ist eine Tageszeitung und deckt im Wesentlichen den Bereich Cameron County ab. Eine weitere Tageszeitung ist The Monitor. Der Monitor erscheint in McAllen, hat ebenso wie der Herald eine Auflage von mehreren zehntausend Exemplaren und bildet zusammen mit diesem sowie dem Valley Morning Star einen Content-Verbund. Der Valley Morning Star hat seinen Hauptsitz in Harlingen und 1913 eine Auflage von knapp 15.000 Exemplaren.
Neben den aufgeführten Tageszeitungen erscheinen im Rio Grande Valley unterschiedliche Magazine wie zum Beispiel The Go Guide, Rio Grande Magazine oder Sociallife. Ähnlich wie vergleichbare Publikationen offerieren sie einen Mix aus lokalen News, Veranstaltungstipps und Werbung. Mit unterschiedlichen Aspekten des Lebens im Valley setzen sich auch Blogs sowie Webseiten mit lokalem Bezug auseinander, wie beispielsweise die bilingual aufgemachte Seite lavidavalle. TV und Radio sind mit einer Reihe von Sendern und Angeboten präsent. CBS, ABC, Fox & Co. offerieren unterschiedliche Kabelangebote. Das gleiche gilt für den Radiobereich. Inhaltlich decken die Airplay- und TV-Angebote eine breite Palette ab – von spezialisierten Musikkanälen bis hin zu dezidiert christlichen Angeboten.

### Sport
Derzeit spielen zwei Mannschaften im Rio Grande Valley eine Rolle: die Rio Grande Valley Vipers (Basketball) und der Rio Grande Valley Toros (Fußball). Die Vipers gründeten sich 2007, spielen in der NBA G-League und zogen nach der Saison 2017/2018 von Hidalgo nach Edinburg, wo 2018 die neue Bert Ogden Arena eröffnet wurde. Die Toros (offiziell Rio Grande Valley Football Club) wurden 2016 gegründet und sind ein Fußball-Franchise der United Soccer League. Neben den aktiven Mannschaften gibt es eine Reihe weiterer, die nicht mehr aktiv sind, darunter die Edinburgh Roadrunners (Baseball), La Fiera FC (Hallenfußball), Rio Grande Valley Ocelots FC (Fußball), Rio Grande Valley WhiteWings (Baseball), Rio Grande Valley Killer Bees (Eishockey) sowie der RGV Sol (Hallenfußball).

## Touristische Angebote und Sehenswürdigkeiten

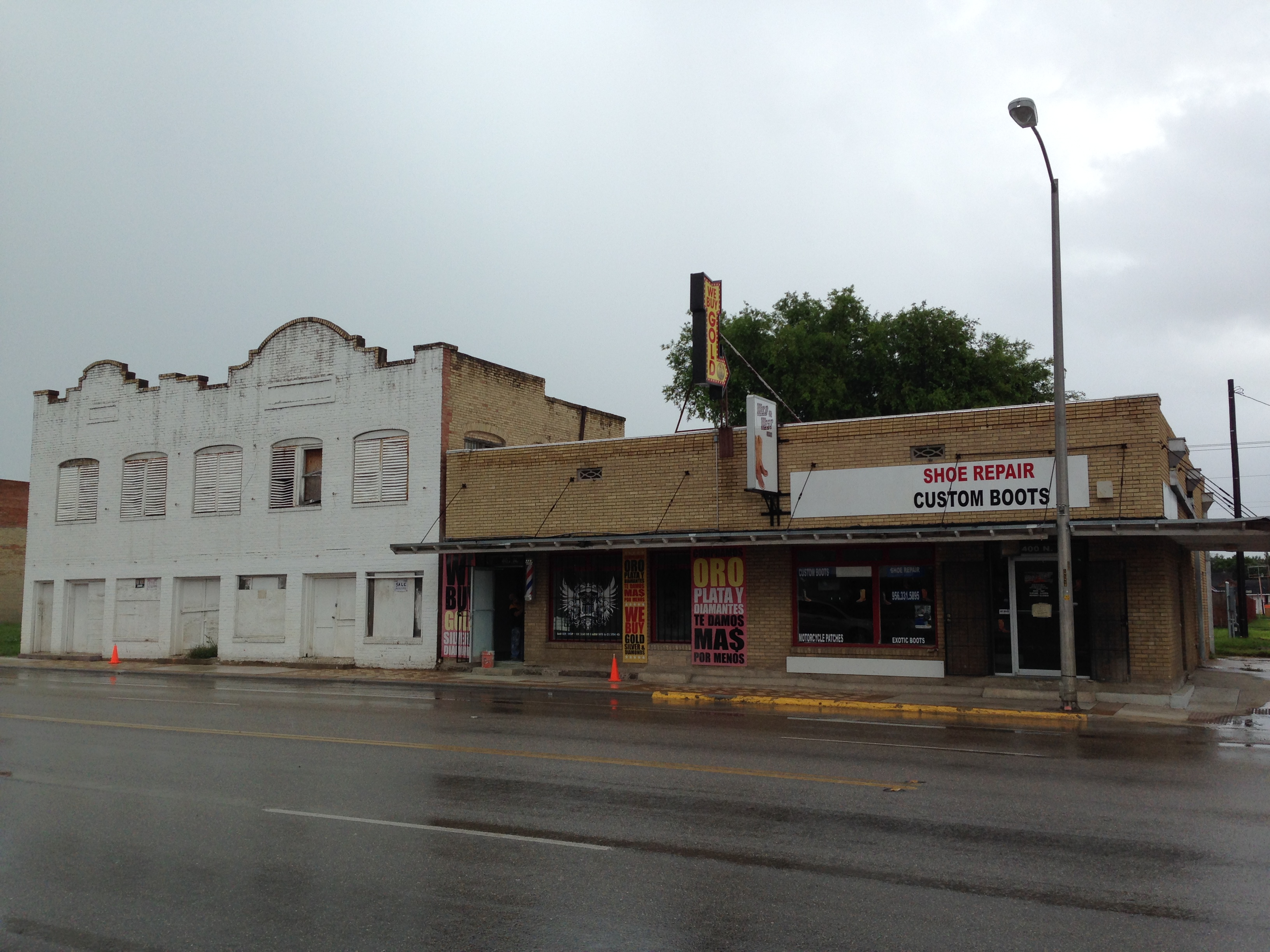
Historic District in Mission

Historisches Gebäude: Küche in Browne-Wagner House, Brownsville (1979)

Santa Ana National Wildlife Refuge

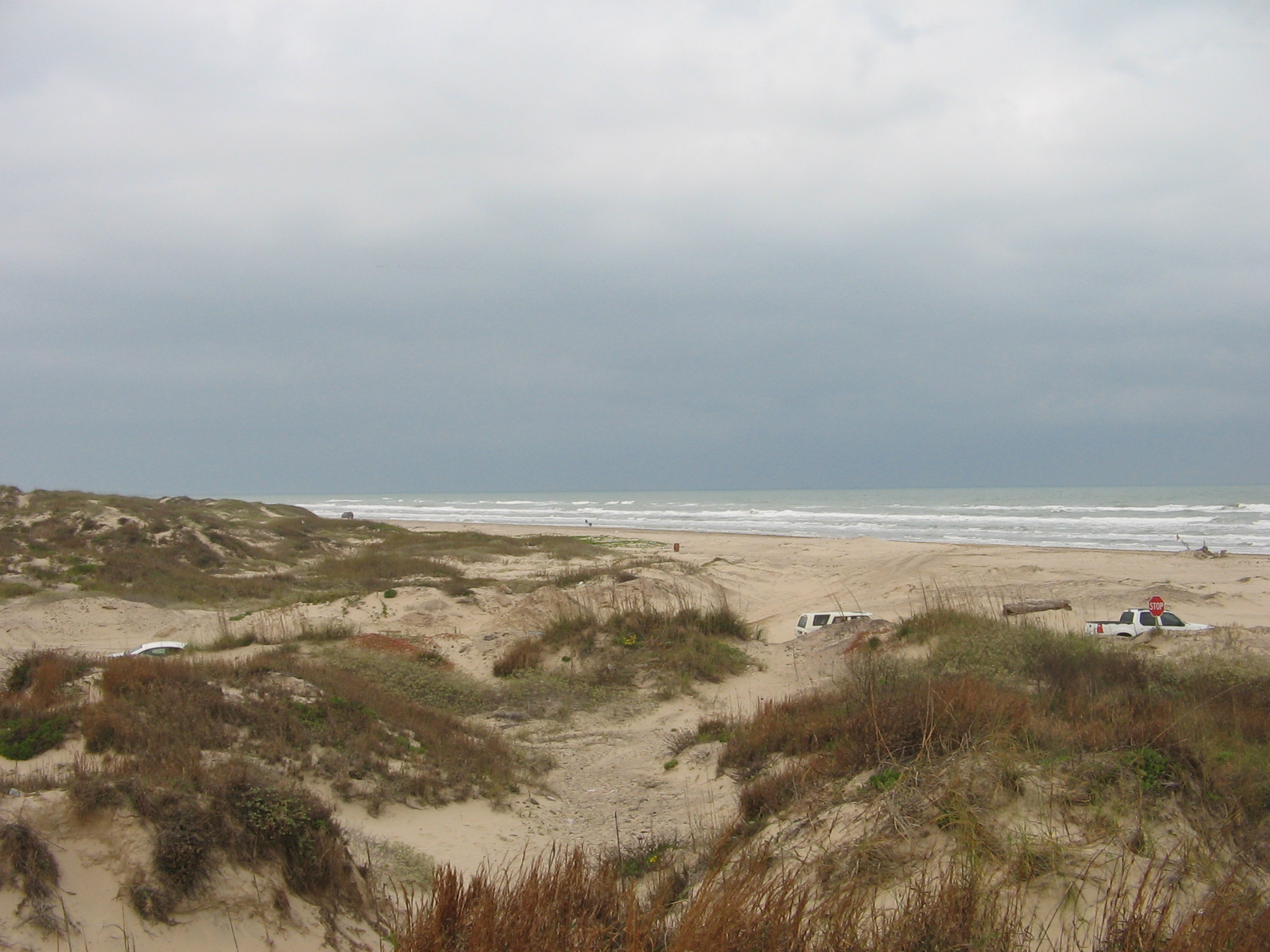
Boca Chica Park auf South Padre Island

Das Rio Grande Valley verfügt über eine breit gestaffelte Palette touristischer, historischer und landschaftlicher Angebote. Sie reichen von Vergnügungsparks nahe den touristischen Zentren Port Isabel und South Padre Island über Stadtfeste bis hin zu historischen Stätten und Naturparks. Veranstaltungs-Highlights sind
- in Cameron County: die Cameron County Lifestock Show, das Valley Music Festival und die Welcome Home Winter Texans Party,[9]
- in Hidalgo County: die Citrus Fiesta, das Weslaco Sugar Festival und die Rio Grande Valley Stock Show,[10]
- in Starr County: das Festival of Rio Grande City.[37]

Mit lokalen Schwerpunkten verfügt die Region über einen beachtlichen Bestand an Gebäuden und Plätzen, welche als Historic Place oder Historic Landmark ausgewiesen sind. Überregional bekannte Sehenswürdigkeiten sind der historische Leuchtturm in Port Isabel und das Palo Alto Battlefield in der Nähe von Brownsville (beide Cameron County). Weitere historische Gebäude und Anlagen sind die First Baptist Church in Pharr, die beiden ehemaligen Kinogebäude Teatro La Paz und Border Theater in Mission, das Palmito Ranch Ranch Battlefield sowie die Anlagen des ehemaligen Fort Brown (beide nahe Brownsville). Ende 2018 führte das National Register of Historic Places für Cameron County 25 Einträge auf, für Hidalgo County 20, für Starr County 9 und für Willacy County drei.
Als führende Metropole der Region verfügt speziell Brownsville über eine erkleckliche Anzahl an Museen: das Historic Brownsville Museum, das Children’s Museum of Brownsville, das Brownsville Heritage Museum sowie das Stillman House Museum. Darüber hinaus wartet Brownsville mit drei Theater-Einrichtungen auf: Jacob Brown Auditorium, The Arts Center und Camille Lightner Playhouse. In der Stadt Hidalgo (Hidalgo County) befindet sich das Pumphouse Museum. Das World Birding Center organisiert Führungen sowie Touren und ist auf die Vogelwelt der Region spezialisiert. Weitere Museen in Hidalgo County sind der Botanic Garden sowie das International Museum of Art & Science (IMAS) – beide in McAllen. In Edinburg befindet sich das Museum of South Texas History – eine weitere Einrichtung, welche sich auf die Geschichte der Region spezialisiert hat.
Entlang von Golfküste, Rio Grande-Delta und unterem Rio Grande-Tal befinden sich eine Reihe unterschiedlicher Naturschutzreservate und Wildparks. Der größte ist das Laguna Atascosa National Wildlife Refuge – eine Schutzzone in der nordöstlichen Ecke des Cameron County. Zu Teilen Reservatsgebiet ist auch ein Abschnitt der Willacy County vorgelagerten Barriereinsel Padre Island. Unmittelbar an der Flussmündung gelegen ist die Erholungszone Boca Chica Beach. Der Rio Grande-Abschnitt in Hidalgo County verfügt über das Santa Ana National Wildlife Refuge (zwischen Progreso Lakes und Hidalgo), den Bentsen Rio Grande Valley State Park (nahe Palmview) sowie mehrere Gebiete, die dem Lower Rio Grande Valley National Wildlife Refuge zugeordnet sind. Zu letzterem zählen auch ausgewiesene Gebiete in den beiden Countys Starr und Willacy. Darüber hinaus grenzt die Südwestecke von Starr County an das Falcon Reservoir – einen der größten Stauseen im Südwesten der USA.

## Persönlichkeiten
Verglichen mit größeren und/oder bevölkerungsreicheren Regionen in Texas ist das Rio Grande Valley zwar überschaubar. Nichtsdestotrotz gibt es eine Reihe prominenter Persönlichkeiten, die entweder im Valley geboren sind oder aber einen Großteil ihres Lebens darin verbrachten. Aus dem Bereich der Politik sind dies etwa Lloyd Bentsen, Kika de la Garza sowie Grace Napolitano. Bentson stammt aus Mission (Hidalgo County) und war unter Bill Clinton US-Finanzminister. Kika de la Garza, geboren in Mercedes (Hidalgo County) vertrat zwischen 1965 und 1997 den Staat Texas im US-Repräsentantenhaus. Grace Napolitano tut das Gleiche für den Bundesstaat Kalifornien; geboren ist sie in Brownsville. Herausragende Persönlichkeiten aus dem Bereich Militär sind der ebenfalls aus Hidalgo County stammende Soldat Harlon Block, der beteiligt war am Hissen der US-Flagge auf Iwo Jima, Ricardo S. Sánchez (Rio Grande City), Oberbefehlshaber der Multi-National Force – Iraq im Irakkrieg 2003 sowie der aus South Dakota stammende Astronaut Michael E. Fossum, der in Harlingen sein Studium absolvierte.
Schauspieler aus der Region sind Thomas Haden Church, Nick Stahl und Emeraude Toubia. Der gebürtige Kalifornier Haden studierte in Harlingen; Nick Stahl – bekannt unter anderen aus den Filmen Der schmale Grat und Sin City – ist dort aufgewachsen. Emeraude Toubia, bekannt geworden durch die TV-Serie Shadowhunters, wurde in Kanada geboren und wuchs in Brownsville auf. Aus San Juan (Hidalgo County) kommt der Schauspieler David Barrera, aus dem benachbarten McAllen Carlos Moreno, Jr. Von dort stammt auch die Szenenbildnerin und Regisseurin Catherine Hardwicke. Der Maler und Regisseur Julian Schnabel schließlich wuchs in Brooklyn auf, verbrachte seine spätere Kindheit und Jugend allerdings in Brownsville. Aus San Benito in Cameron County stammte der Tex-Mex- und Countrymusiker Freddy Fender. Seine späteren Jahre verbrachte Fender schwerpunktmäßig in der Golfküsten-Hafenstadt Corpus Christi. Ebenfalls aus San Benito stammt der Countrymusiker Charley Crockett. Der Jazz- und Bluesmusiker Esteban Jordan wurde in Elsa (Cameron County) geboren. Der Rock’n’Roll-Pionier Bill Haley verbrachte seine letzten Jahre in Harlingen. Ebenfalls ein bekannter Musiker aus der Region ist der in Brownsville geborene Singer-Songwriter und Schauspieler Kris Kristofferson. Lediglich temporär ansässig in der Region war hingegen der Beat-Generation-Autor und Junkie William S. Burroughs; er lebte von 1946 bis 1949 im Valley. Die Schriftstellerin und Literaturwissenschaftlerin Gloria Anzaldúa hingegen wurde 1942 in Harlingen geboren und wuchs im Rio Grande Valley auf.
Weitere bekannte Persönlichkeiten, die im Rio Grande Valley geboren sind oder zeitweilig dort lebten, sind der Mathematiker Jack Morava, der Football-Coach Tom Landry (geboren in Mission), die Bodybuilderin Rachel McLish, der Olympia-Goldmedaillengewinner Bobby Morrow (beide Harlingen) und der Wrestler Tito Santana (Mission).

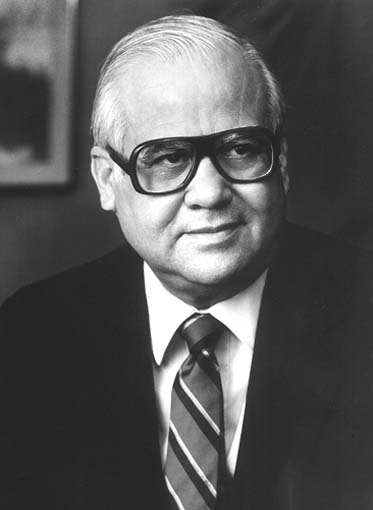
Kika de la Garza
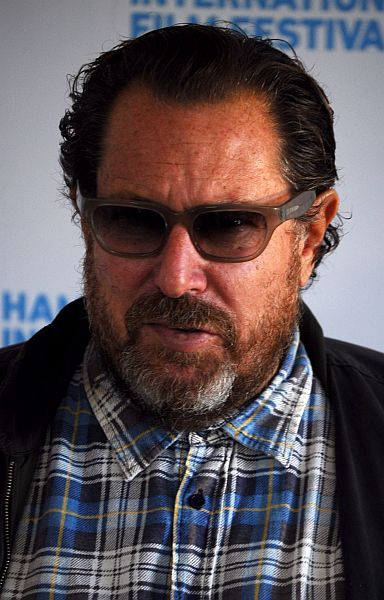
Julian Schnabel
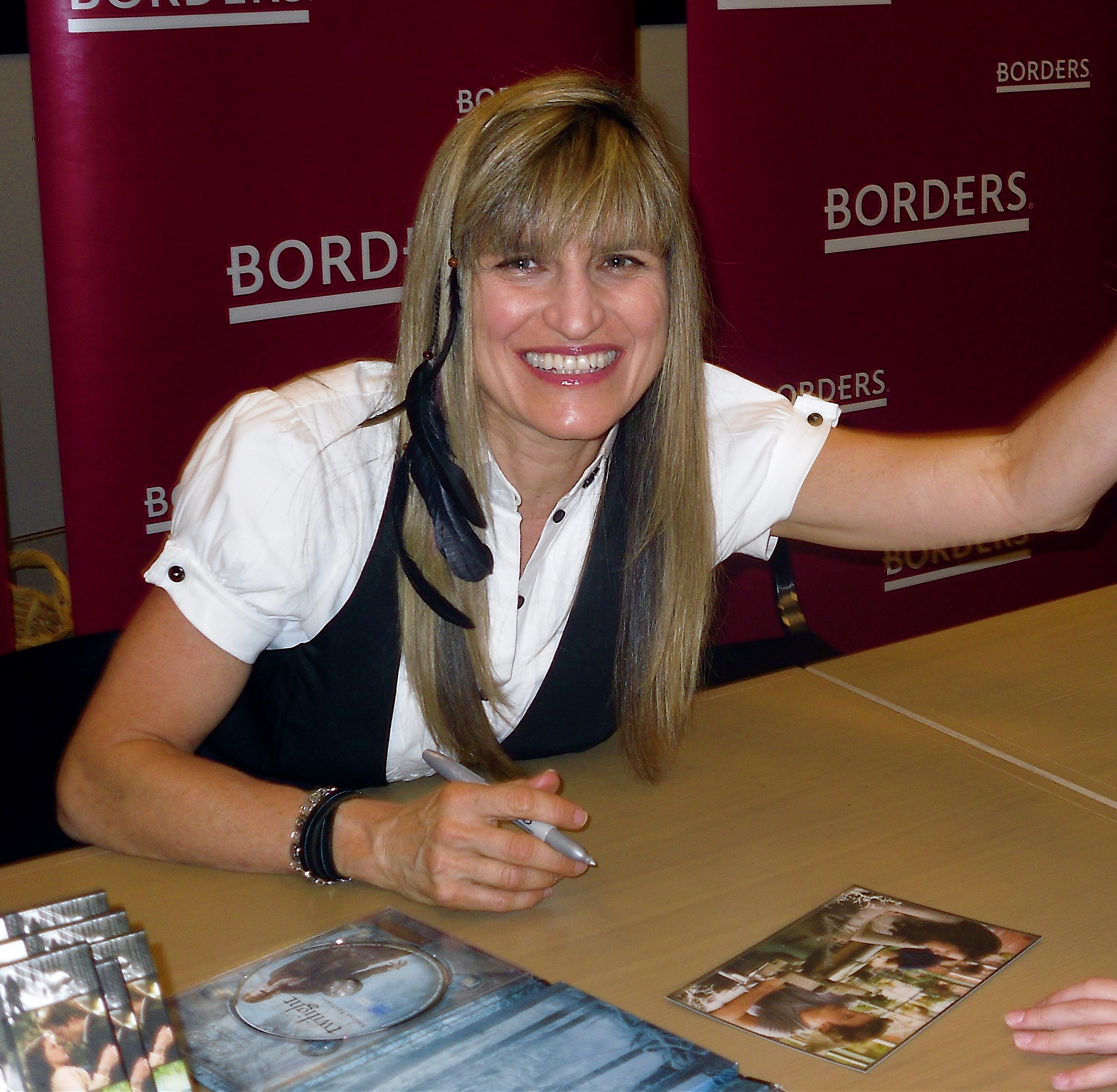
Catherine Hardwicke
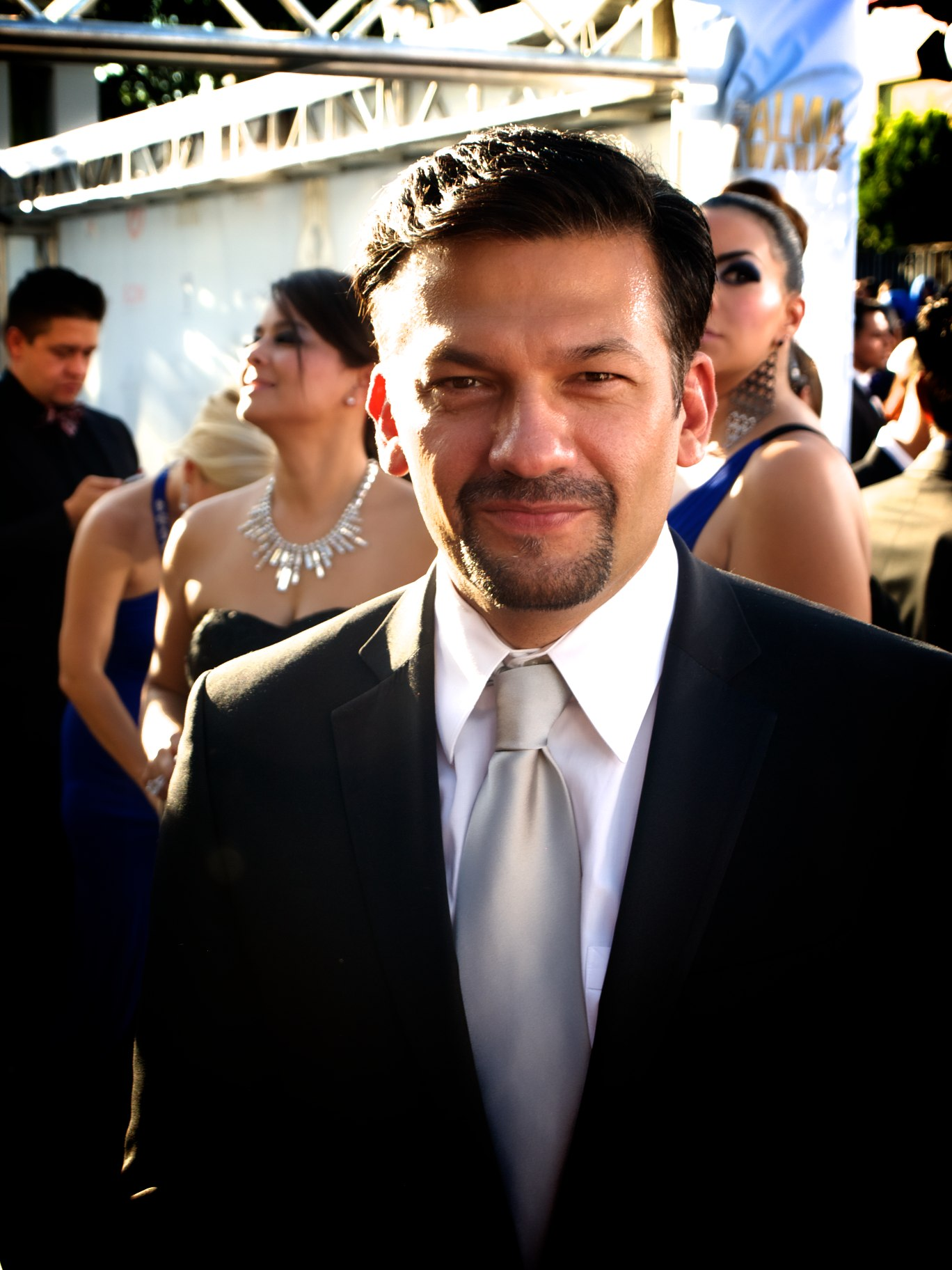
David Barrera
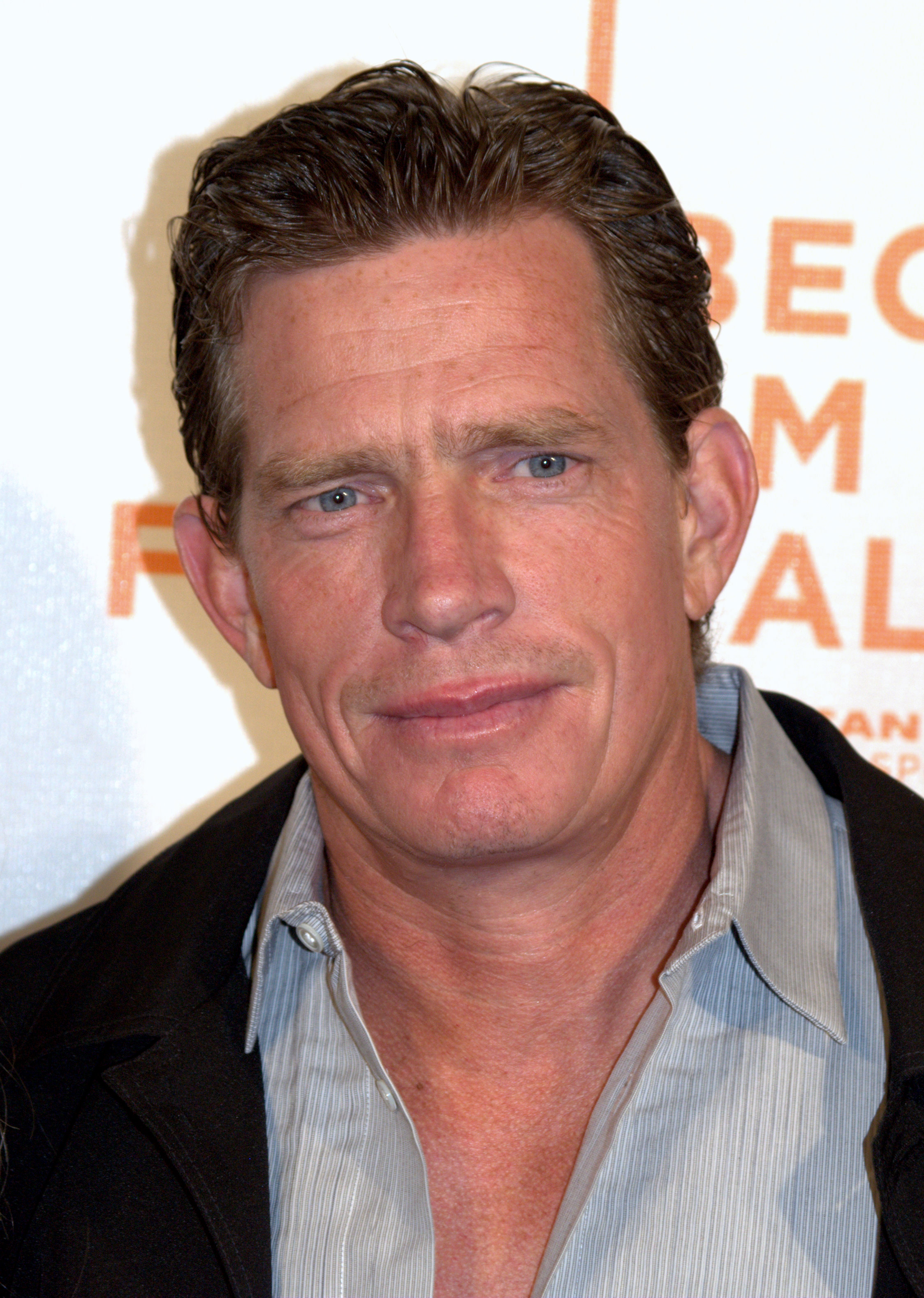
Thomas Haden Church
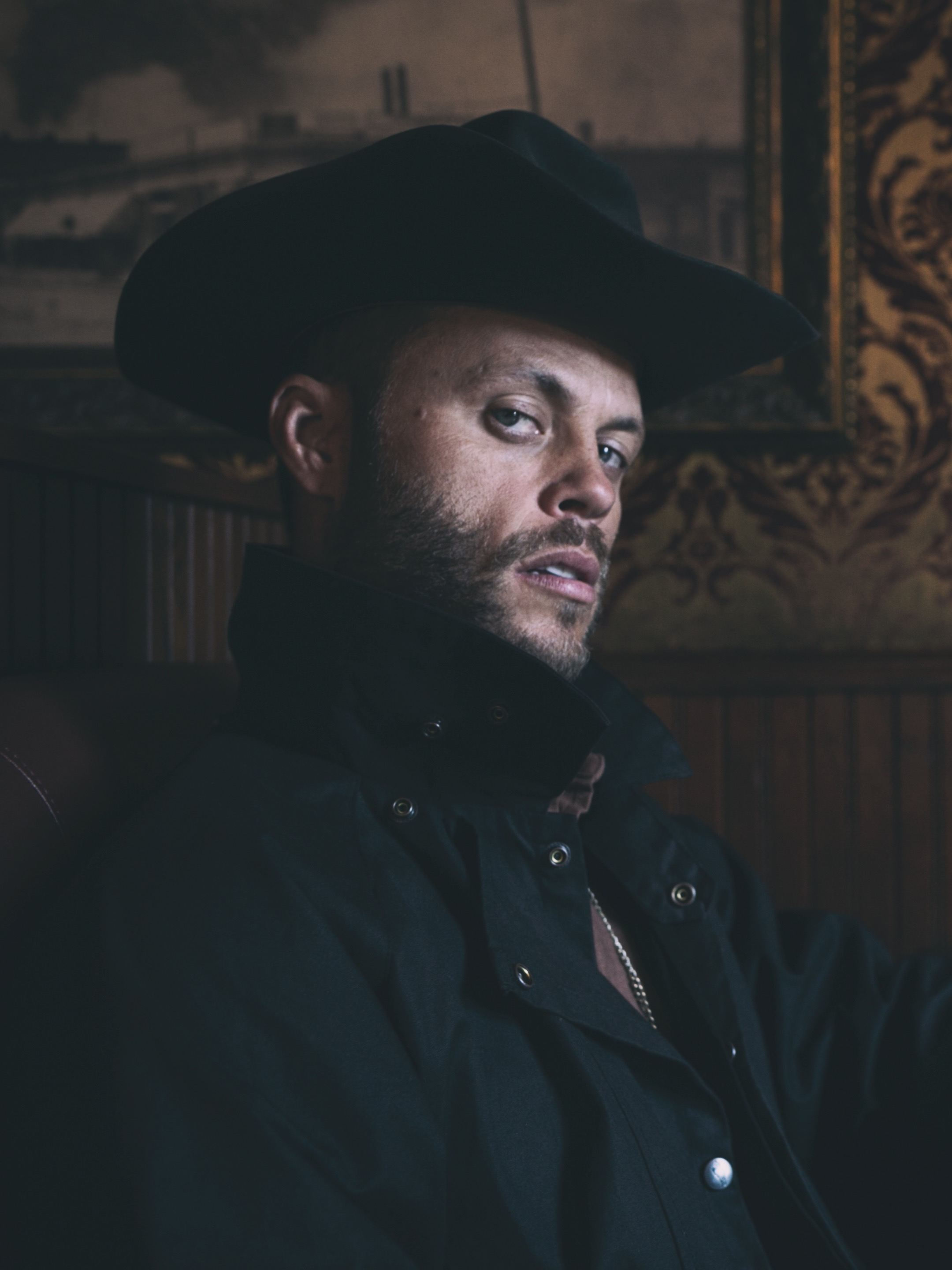
Charley Crockett
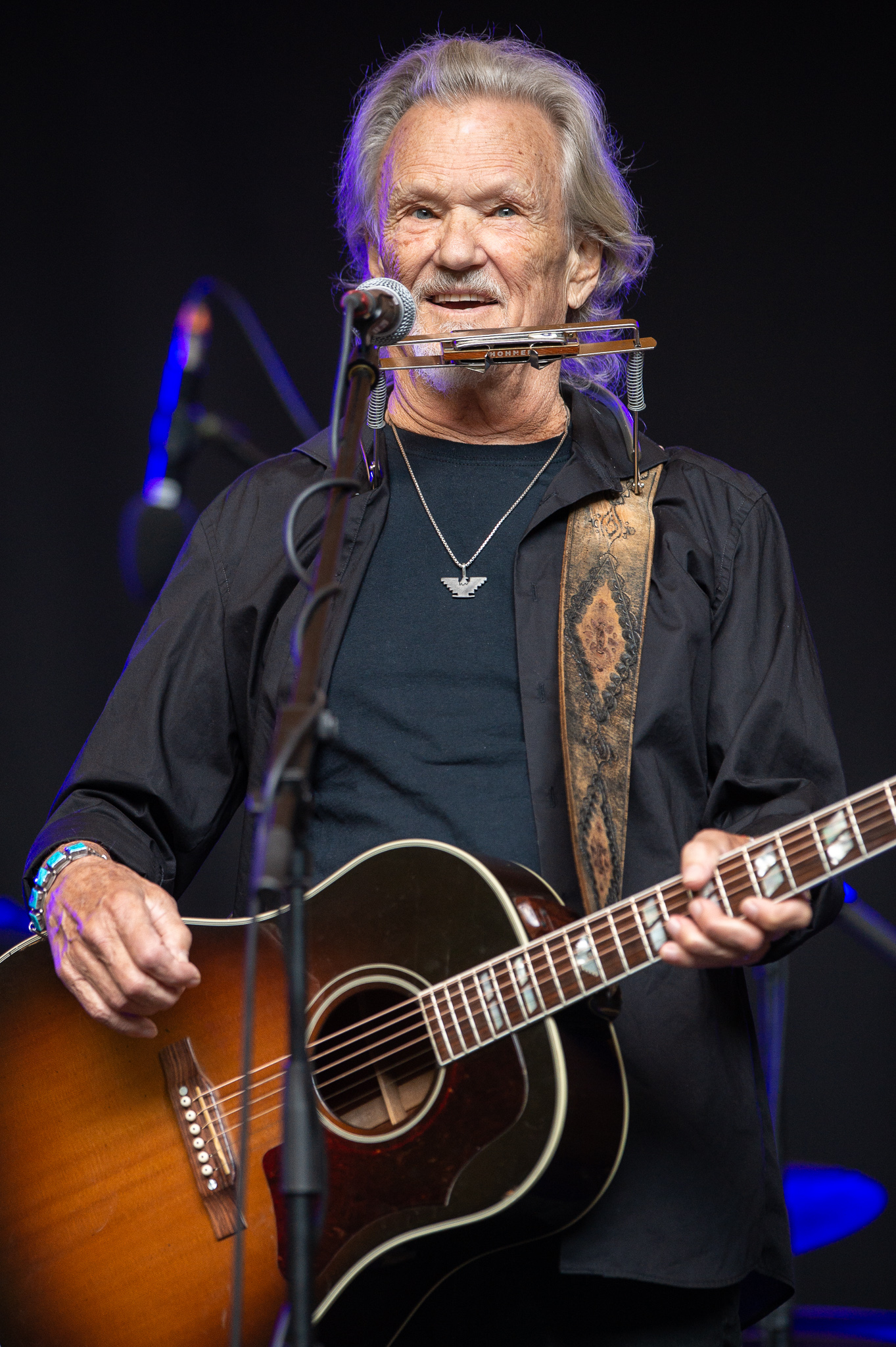
Kris Kristofferson
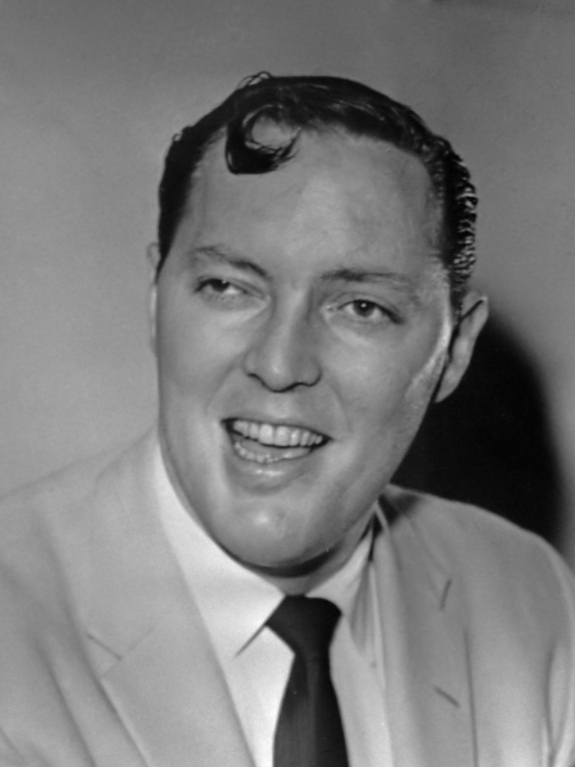
Bill Haley
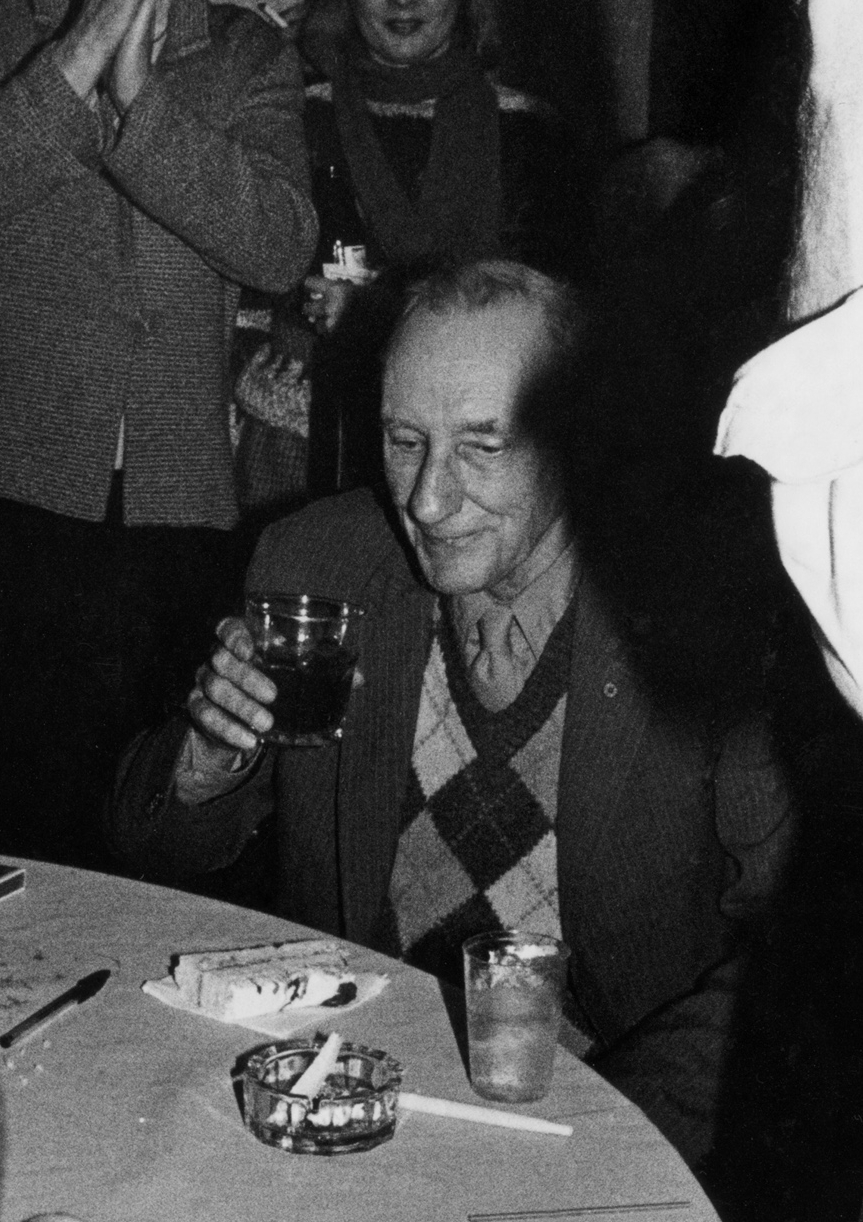
William S. Burroughs
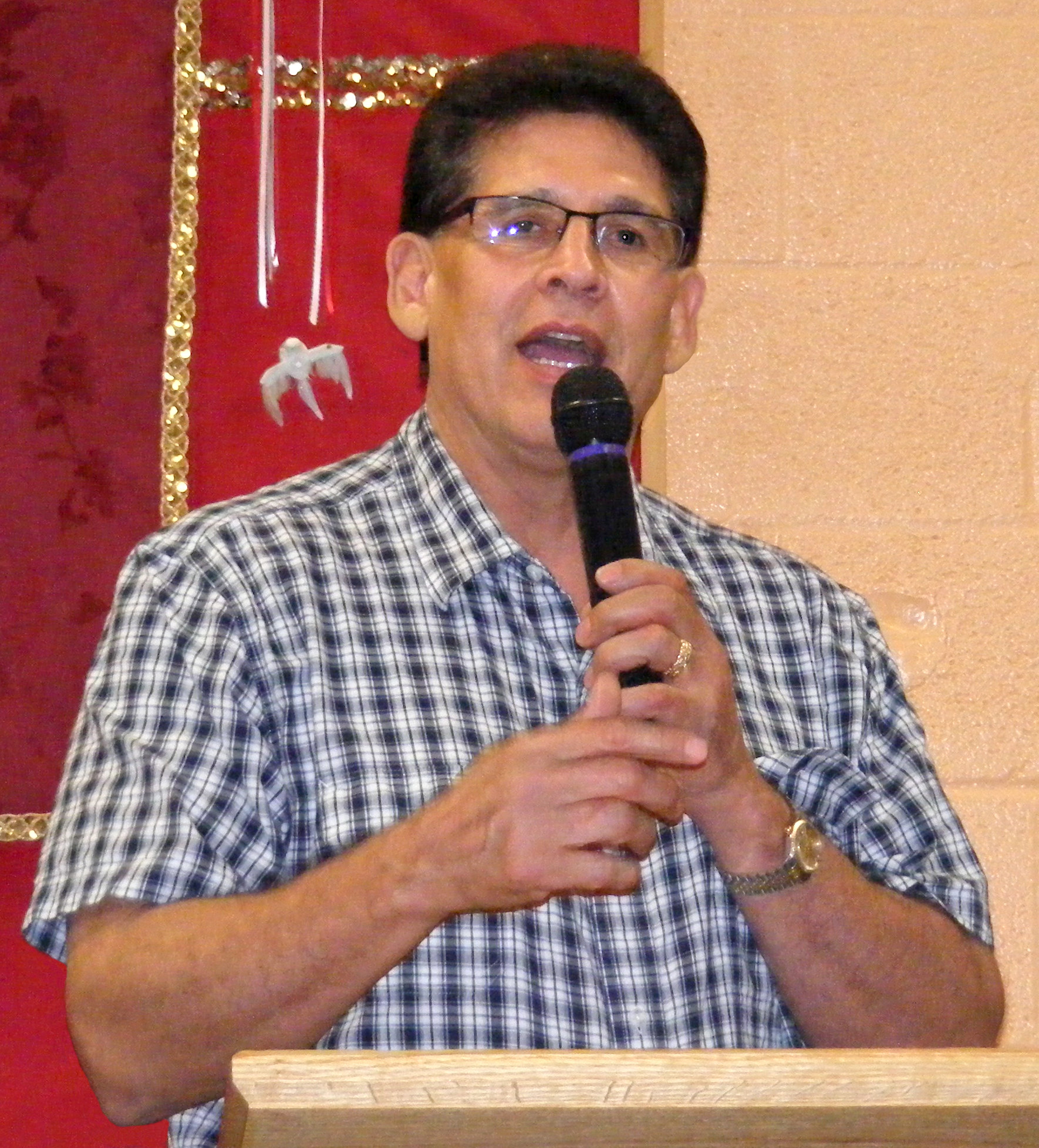
Tito Santana
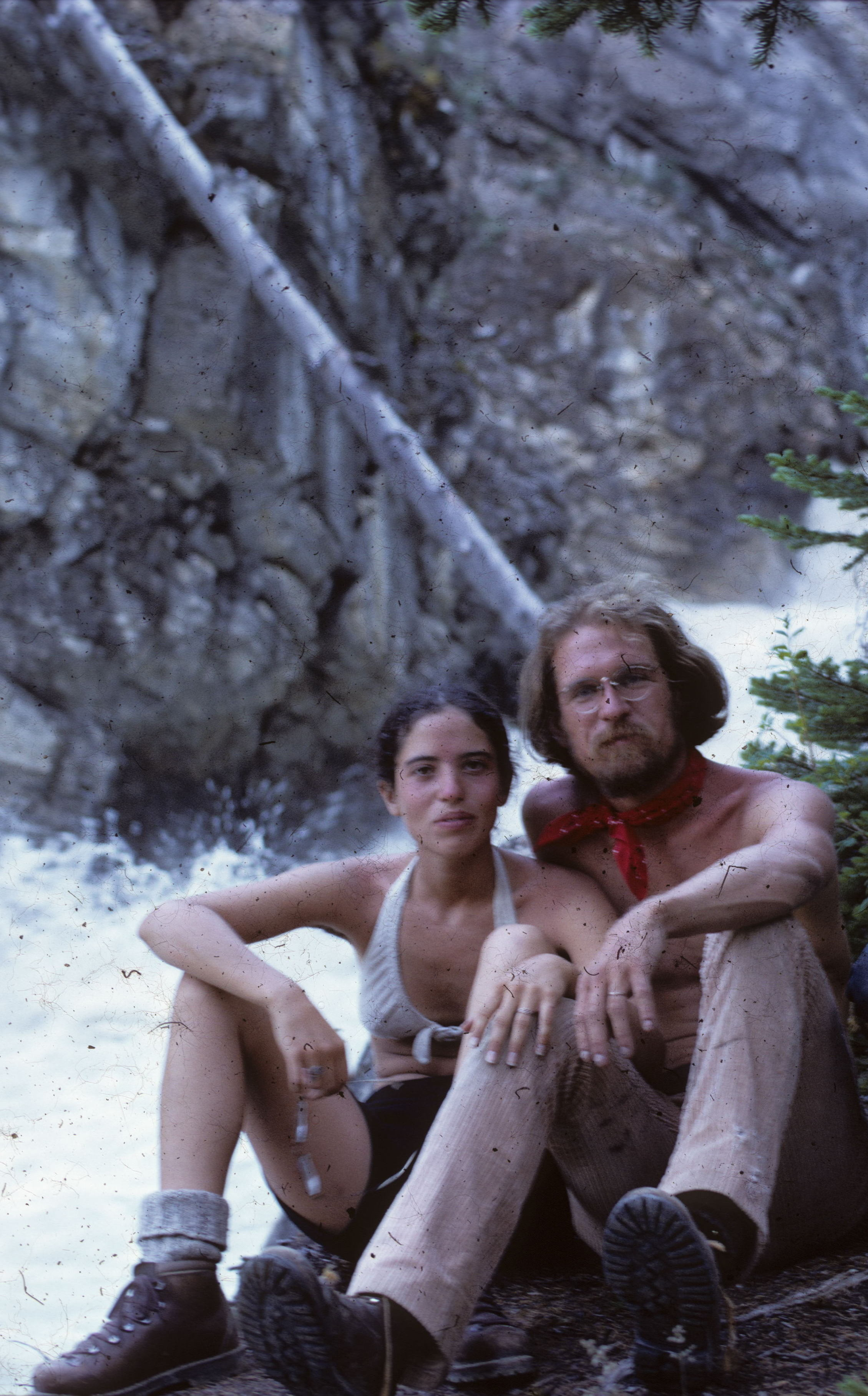
Jack Morava (rechts)
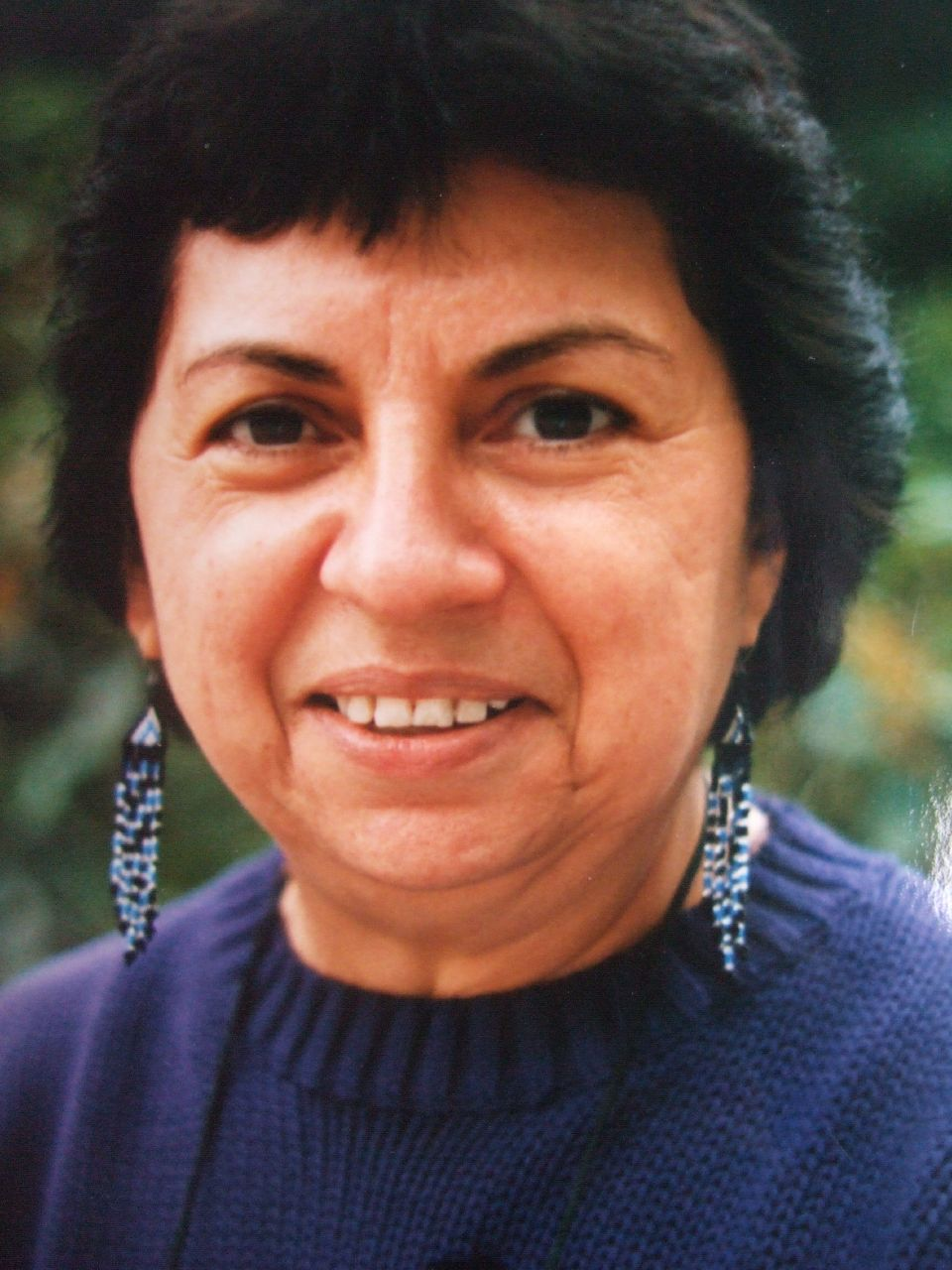
Gloria Anzaldúa